# Slag bij Chickamauga
De Slag bij Chichamauga vond plaats tussen 18 september en 20 september 1863 in Catoosa County, Georgia tijdens de Amerikaanse Burgeroorlog. Deze slag betekende het einde van het Noordelijke offensief in zuidoostelijk Tennessee en noordwestelijk Georgia. Deze Noordelijke nederlaag telde na de Slag bij Gettysburg de meeste slachtoffers van de oorlog.
Na de succesvolle Tullahomaveldtocht hernieuwde generaal-majoor William Rosecrans het offensief tegen de Zuidelijke Army of Tennessee onder leiding van generaal Braxton Bragg en de stad Chattanooga. Begin september slaagde Rosecrans erin om de Zuidelijken uit Chattanooga te verjagen. Bragg trok zijn leger in zuidelijke richting terug. Het Noordelijke leger zette de achtervolging in. In de Slag bij Davis's Cross Roads kwam het bijna tot een treffen tussen beide legers. Bragg wilde Chattanooga opnieuw innemen door een deel van Rosecrans' leger te verslaan en de rest te verjagen. Op 17 september trok Bragg op tegen het Noordelijke XXI Corps. Op 18 september vonden er verschillende schermutselingen plaats tussen zijn cavalerie en infanterie en vijandelijke cavalerie en bereden infanterie.
De gevechten barstten in volle hevigheid los in de vroege ochtend van 19 september. Bragg voerde een aanval uit op de Noordelijke slaglinie. De Noordelijken sloegen de aanval af. De volgende dag werd de strijd verder gezet. In de late voormiddag ontving Rosecrans foute informatie over een gat in zijn slaglinie. Toen hij troepen verplaatste om dit gat te dichten, ontstond er echt een gat in zijn slaglinie. En dit net op de plaats waar luitenant-generaal James Longstreet een aanval leidde van acht brigades sterk. Deze aanval verdreef een derde van het Noordelijke leger van het slagveld. De overgebleven eenheden vormden een defensieve linie bij Horseshoe Ridge. Generaal-majoor George H. Thomas nam het bevel op zich nadat ook Rosecrans verdreven was. De Zuidelijken voerden verschillende aanvallen uit die telkens op niets uitliepen. De Noordelijken trokken zich terug naar Chattanooga. Bragg bezette de heuvels rond en sloeg het beleg voor de stad.

## Achtergrond
In de zomer van 1863 had generaal-majoor Rosecrans de Tullahomaveldtocht succesvol afgerond. Hij had Bragg uit het midden van Tennessee gemanoeuvreerd ten koste van slechts 569 Noordelijken. Bragg had zich teruggetrokken naar Chattanooga. De Noordelijke opperbevelhebber generaal-majoor Henry W. Halleck en president Abraham Lincoln drongen er bij Rosecrans op aan om Chattanooga zo snel mogelijk in te nemen. De val van deze stad zou de poort openzetten naar Atlanta en het hartland van de Zuidelijke staten. Chattanooga was een belangrijk knooppunt van spoorwegen en was een belangrijk industrieel centrum voor ijzer en cokes. Het lag ook op een sterke defensieve locatie langs de Tennessee en tussen Lookout Mountain, Missionary Ridge, Raccoon Mountain en Stringer's Ridge.
Eind juli telde Braxton Braggs Army of Tennessee 52.000 soldaten. De Zuidelijke regering vaardigde een order uit waarbij het Departement of East Tennessee, onder leiding van generaal-majoor Simon B. Buckner, bij Braggs Departement of Tennessee gevoegd werd. Bragg kreeg 17.800 manschappen en de verantwoordelijkheid van het toegevoegde departement erbij. Bragg kreeg luitenant-generaal Leonidas Polk en generaal- majoor William J. Hardee als zijn nieuwe onderbevelhebbers. Beiden hadden hun vijandigheid voor Bragg nooit onder stoelen of banken gestoken. Ook Buckner was verbitterd door zijn degradatie na de samensmelting van de departementen. Hardee vroeg en kreeg zijn overplaatsing naar Mississippi in juli. Hij werd vervangen door luitenant-generaal Daniel H. Hill. Hill had regelmatig aanvaringen gehad met generaal Robert E. Lee.
Begin augustus vroeg het Zuidelijke ministerie voor oorlog aan Bragg om een offensief te openen tegen de stellingen van Rosecrans. Hiervoor zou hij versterkingen krijgen uit Mississippi. Bragg wachtte liever de openingszetten van Rosecrans af zodat hijzelf meer tijd kreeg om zijn logistieke problemen op te lossen. Hij maakte zich ook zorgen over de aanwezigheid van een Noordelijke legermacht onder leiding van generaal-majoor Ambrose E. Burnside die Knoxville kon bedreigen.
Bragg trok zijn vooruitgeschoven eenheden bij Bridgeport, Tennessee terug. Rosecrans kon nu gaan en staan waar hij wilde ten noorden van de Tennessee. Bragg concentreerde zijn twee infanteriekorpsen rond Chattanooga. Zijn cavalerie dekte de flanken van noordelijk Alabama tot aan Knoxville.

### De rivier van de dood
De veldtocht en de grootste veldslag danken hun naam aan de West Chickamauga Creek. Chickamauga zou in de taal van de Cherokee de "rivier van de dood" betekenen. Het is zeldzaam dat een Zuidelijke overwinning naar een waterloop genoemd wordt. Dit was meestal de gewoonte bij de Noordelijken.

## De samenstelling van de legers

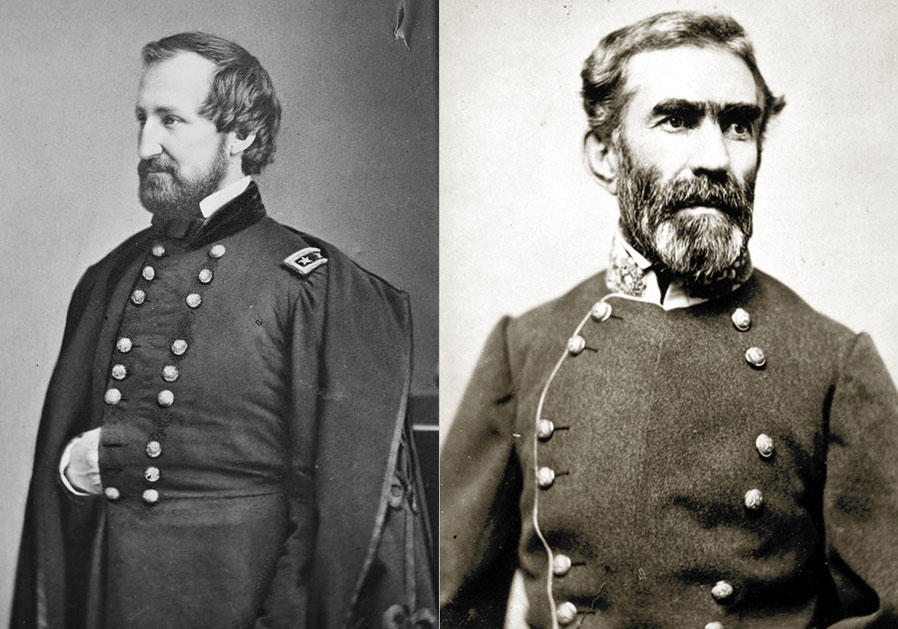
Bevelvoerende officieren Rosecrans en Bragg.

### Het Noordelijke leger
De Noordelijke Army of the Cumberland werd aangevoerd door generaal-majoor William S. Rosecrans en telde ongeveer 60.000 soldaten. Het was samengesteld uit de volgende onderdelen:
- XIV Corps onder leiding van generaal-majoor George H. Thomas telde 22.781 soldaten die ondergebracht waren in de divisies van brigadegeneraal Absalom Baird, generaal-majoor James S. Negley, brigadegeneraal John M. Brannan en generaal-majoor Joseph J. Reynolds.
- XX Corps werd aangevoerd door generaal-majoor Alexander McD. McCook telde 13.156 die ondergebracht waren in de divisies van brigadegeneraal Jefferson C. Davis, brigadegeneraal Richard W. Johnson en generaal-majoor Philip H. Sheridan.
- XXI Corps onder leiding van generaal-majoor Thomas L. Crittenden telde 14.660 soldaten die ondergebracht waren in de divisies van brigadegeneraal Thomas J. Wood, generaal-majoor John M. Palmer en brigadegeneraal Horatio P. Van Cleve.
- Reserve Corps onder leiding van generaal-majoor Gordon Granger telde 7.372 soldaten en bestond uit de divisie van brigadegeneraal James B. Steedman en een geattacheerde brigade onder leiding van kolonel Daniel McCook.
- Cavalry Corps onder leiding van brigadegeneraal Robert B. Mitchell,[11] telde 10.078 en bestond uit de divisies van brigadegeneraal George Crook en kolonel Edward M. McCook.

### Het Zuidelijke leger
De Zuidelijke Army of Tennessee werd aangevoerd door generaal Braxton Bragg en telde ongeveer 65.000 soldaten.
Het was samengesteld uit de volgende onderdelen:
- The Right Wing (rechtervleugel) onder leiding van luitenant-generaal Leonidas Polk bevatte de divisies van generaal-majoor Benjamin F. Cheatham, het korps van luitenant-generaal Daniel H. Hill (met de divisies van generaals-majoors Patrick R. Cleburne en John C. Breckinridge) en het Reserve Corps van generaal-majoor William H.T. Walker (met de divisies van brigadegeneraal States Rights Gist en St. John R. Liddell).
- The Left Wing (linkervleugel) onder leiding van luitenant-generaal James Longstreet bevatte de divisies van generaal-majoor Thomas C. Hindman, het korps van generaal-majoor Simon B. Buckner (met de divisies van generaal-majoor Alexander P. Stewart en brigadegeneraal William Preston en Bushrod R. Johnson) Longstreets korps onder leiding van generaal-majoor John Bell Hood (met de divisies van generaal-majoor Lafayette McLaws en Hood).
- Het eerste cavalry corps onder leiding van generaal-majoor Joseph Wheeler met de divisies van brigadegeneraal John A. Wharton en brigadegeneraal William T. Martin.
- Het tweede cavalry corps onder leiding van brigadegeneraal Nathan Bedford Forrest met de divisies van brigadegeneraal Frank C. Armstrong en brigadegeneraal John Pegram.

Het Zuidelijke leger kreeg op 19 september de bovenstaande structuur toen het korps van Longstreet uit Virginia arriveerde. Voordien rapporteerden de korpsbevelhebbers rechtstreeks aan Bragg.

## Openingszetten van de Chickamaugaveldtocht

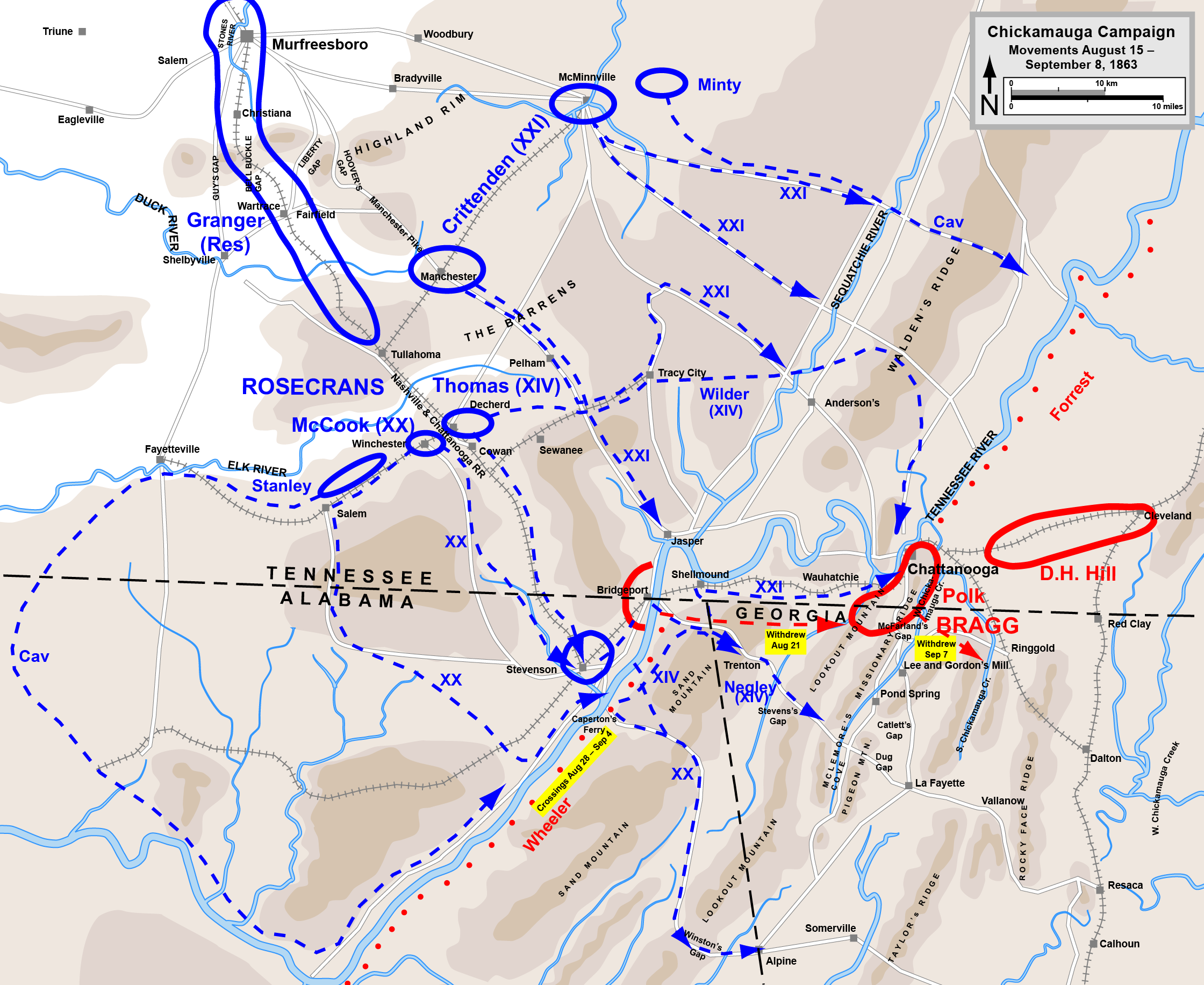
Openingszetten van de Chickamaugaveldtocht van 15 augustus tot 8 september 1863.

### Het Noordelijke strijdplan
Om een offensief te openen tegen de stellingen van Bragg diende Rosecrans eerst enkele logistieke problemen op te lossen. Beide legers waren gescheiden door het Cumberlandplateau. Dit 45 km breed plateau kenmerkte zich door het moeilijk terrein. De wegen waren in slechte staat en de bevoorrading zou moeilijk verlopen. Indien Bragg hem zou aanvallen terwijl zijn leger het plateau overstak, zou hij met de rug tegen de bergen en met slechte communicatielijnen moeten vechten tegen de Zuidelijken. Rosecrans stond onder enorme druk van Halleck en Lincoln om Bragg aan te vallen in samenwerking met de Burnside. Begin augustus gaf de gefrustreerde Halleck het bevel aan Rosecrans om onmiddellijk op te rukken en dagelijks verslag uit te brengen van de opmars van ieder korps tot ze de Tennessee overgestoken hadden. Rosecrans was furieus over Hallecks bevel en vroeg uitstel tot 17 augustus om een ramp te vermijden.
Rosecrans wist dat hij zware logistieke problemen kon hebben bij een opmars. Daarom probeerde hij genoeg voorraden en karren te verzamelen om de bevoorrading te kunnen garanderen. Deze gedachtegang werd gevolgd door vrijwel al zijn officieren.
Het strijdplan was om het Cumberlandplateau over te steken naar de vallei van de Tennessee met de nodige haltes om de voorraden aan te zuiveren. Daarna zou het leger de rivier zelf oversteken. Indien er Zuidelijke tegenstand zou zijn, zou hij de brede rivier niet kunnen oversteken. Daarom voorzag Rosecrans een afleidingsmanoeuvre om Bragg bezig te houden bij Chattanooga terwijl zijn hoofdmacht de rivier verder stroomafwaarts zou oversteken. Het leger zou oprukken over een breed front door de bergen en over het plateau. Het XXI Corps onder leiding van generaal-majoor Thomas L. Crittenden zou de stad benaderen vanuit het westen. Het XIV Corps van generaal-majoor George H. Thomas zou via Lookout Mountain oprukken. Het XX Corps van generaal-majoor Alexander M. McCook en het cavaleriekorps van generaal-majoor David S. Stanley rukten op naar de spoorweg van Chattanooga naar Atlanta. Indien dit plan goed uitgevoerd werd, zou Bragg verplicht worden om Chattanooga te evacueren.

### De Tennessee oversteken
Op 16 augustus gaf Rosecrans het bevel tot vertrek. Door de moeilijk begaanbare wegen duurde het een volle week voor ze vallei de Tennessee bereikten. Ze sloegen hun tenten op terwijl de genie de nodige voorbereidingen trof om de rivier over te steken. Ondertussen bracht Rosecrans zijn afleidingsmanoeuvre ten uitvoer. Kolonel John T. Wilder van het XIV Corps verplaatste zijn brigade ten noorden van Chattanooga. Zijn soldaten gooiden planken en stukken hout in de rivier zodat de Zuidelijken zouden denken dat de Noordelijken vlotten aan het bouwen waren stroomopwaarts. De artillerie onder leiding van kapitein Eli Lilly bombardeerde de stad gedurende twee weken. Deze operatie is beter bekend als de Tweede slag bij Chattanooga. De misleiding had zijn effect. Bragg was ervan overtuigd dat de oversteek ten noorden van de stad zou plaatsvinden met steun van Burnsides Army of the Ohio van Knoxville.
Het XX Corps stak als eerste over bij Caperton's Ferry op ongeveer 6 km van Stevenson, Alabama op 29 augustus. De genie had een pontonbrug gebouwd van 42 meter lang.
Een deel van het XIV Corps stak over bij Shellmound, Tennessee op 30 augustus. Het XXI Corps volgde snel. De rest van het XIV Corps stak bij Battle Creek, Tennessee over op 31 augustus. Zonder permanente bruggen kon de Army of the Cumberland niet voldoende bevoorraad worden. Daarom werd er nog een brug gebouwd bij Bridgeport door generaal-majoor Philip Sheridans divisie. Ze bouwden in drie dagen een brug van 90 meter lang. Buiten het reservekorps was het Noordelijke leger tegen 4 september veilig over de Tennessee geraakt. De verdere opmars bestond uit bergachtig terrein en slechte wegen.
Het Zuidelijke opperbevel was verontrust door de ontwikkelingen en nam maatregelen om de Army of Tennessee te versterken. Het leger van generaal Joseph E. Johnston detacheerde twee divisies of 9.000 soldaten onder leiding van generaal-majoor John C Breckinridge en generaal-majoor William H. T. Walker. Generaal Robert E. Lee stuurde het korps onder leiding van luitenant-generaal James Longstreet. Slechts vijf brigades (ongeveer 5.000) soldaten arriveerden op tijd om mee te strijden tijdens de tweede dag van de slag op 20 september.

### Noordelijke opmars in Georgia
De drie infanteriekorpsen van Rosecrans marcheerden via de drie wegen die een dergelijke massa aankon. Op de rechterflank marcheerde McCooks XX Corps ten zuidwesten van Valley Head, Alabama. Het XIV Corps van Thomas nam het centrum voor zijn rekening en rukte op naar Trenton, Georgia. Het XXI Corps van Crittenden rukte op naar Chattanooga via Lookout Mountain. Op 8 september evacueerde Bragg Chattanooga en trok zich terug naar Lafayette, Georgia. Op 9 september bezetten de Noordelijken Chattanooga. Rosecrans stuurde een telegram naar Halleck: "Chattanooga is van ons en oostelijk Tennessee is bevrijd." Bragg was op de hoogte van de posities van Rosecrans korpsen. Ze lagen verspreid over een 65 km breed front. Bragg maakte plannen om elk Noordelijke korps afzonderlijk aan te vallen en te verslaan.

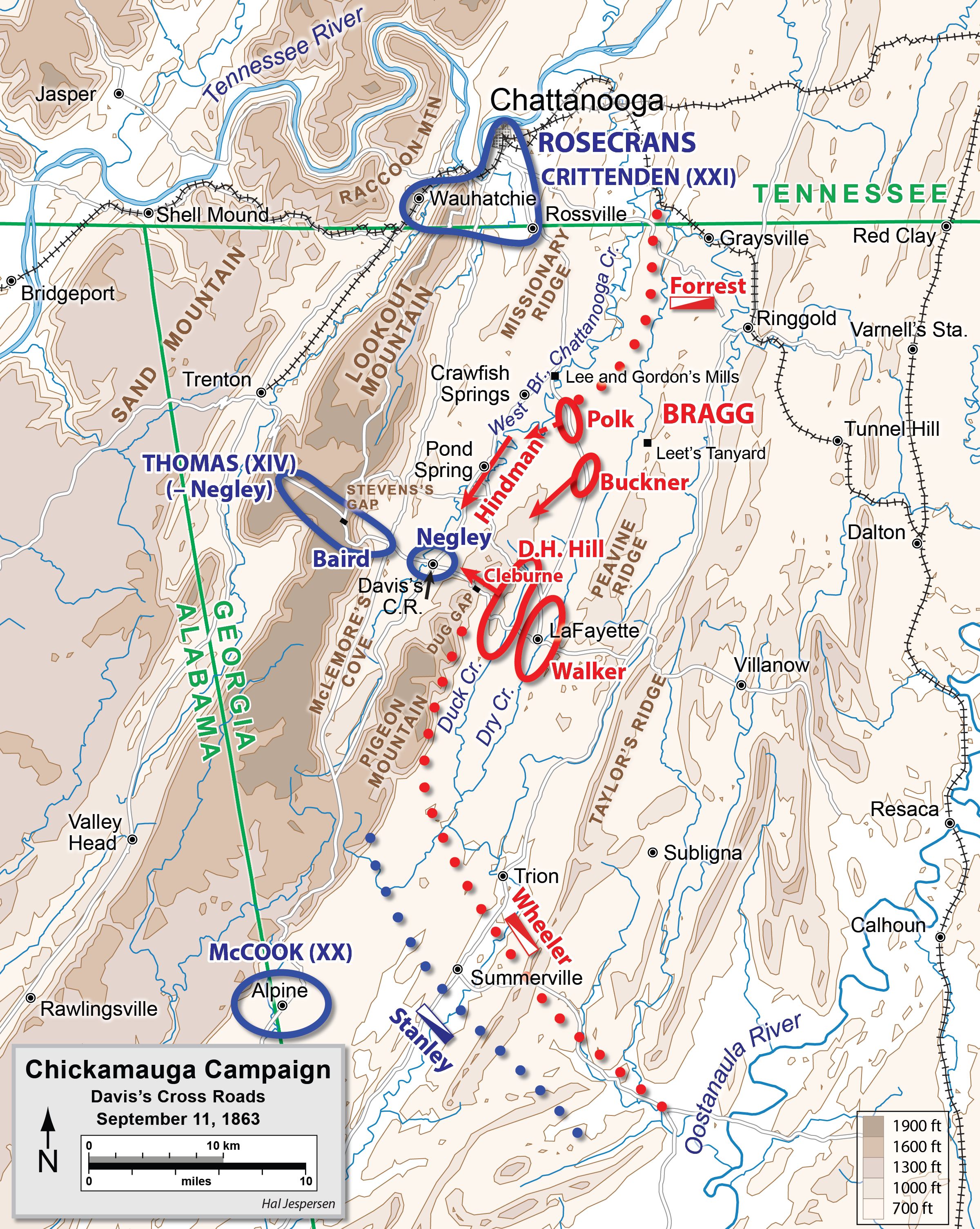
Slag bij Davis's Cross Roads op 11 september 1863.

Rosecrans dacht dat Braggs gedemoraliseerd leger zich terugtrok naar Dalton, Rome of Atlanta in Georgia. Zuidelijke soldaten die zogenaamd gedeserteerd hadden, versterkten Rosecrans' overtuiging. Bragg had echter zijn tenten opgeslagen bij Lafayette op ongeveer 32 km ten zuiden van Chattanooga. Thomas waarschuwde Rosecrans dat de achtervolging inzetten met een leger over zo'n breed front het leger zelf in gevaar kon brengen. Rosecrans hield hier geen rekening mee. Het gaf het bevel aan McCook om rond Lookout Mountain te marcheren en via Winston's Gap de spoorweg bij Resaca aan te vallen. Crittenden moest vanuit Chattanooga in zuidelijke richting oprukken en de Zuidelijken achtervolgen. Thomas moest verder oprukken naar Lafayette.

### Davis's Cross Roads
Thomas' korps rukte verder op. Ze veroverden de passen van Missionary Ridge en Pigeon Mountains en marcheerden verder naar McLemore's Cove. De divisie van generaal-majoor James S. Negley, ondersteund door brigadegeneraal Absalom Baird, marcheerde langs de Dug Gap Road. Negley's verkenners hadden Zuidelijke eenheden opgemerkt bij Dug Gap. Negley testte de vijandelijke kracht en trok zich 's avonds terug naar de Cross Roads waar hij op extra ondersteuning wachtte.
Bragg gaf het bevel aan generaal-majoor Thomas C. Hindman om Negley in de flank aan te vallen bij Davis's Cross Roads. Ondertussen zou generaal-majoor Patrick Cleburnes divisie een frontale aanval uitvoeren op de Noordelijke divisie. Hindman zou enkel de aanval kunnen uitvoeren indien hij versterkingen kreeg. Deze extra troepen arriveerden de volgende dag. De Zuidelijken rukten op naar de Noordelijke slaglinie. Negley had eveneens versterking gekregen. Toen Negley rapporten ontving van de voorste linie over de Zuidelijke aanval, trok hij zijn eenheden terug naar Stevens Gap. Hij liet zijn ene divisie op een heuvelrug ten oosten van West Chickamauga Creek een defensieve linie oprichten. Zo kon hij zijn andere divisie laten terugtrekken die op haar beurt een defensieve linie kon oprichten bij Stevens Gap zodat de eerste divisie in veiligheid kon gebracht worden. Beide divisies wachtten tot de rest van Thomas Corps arriveerde.

### De laatste manoeuvres voor de slag

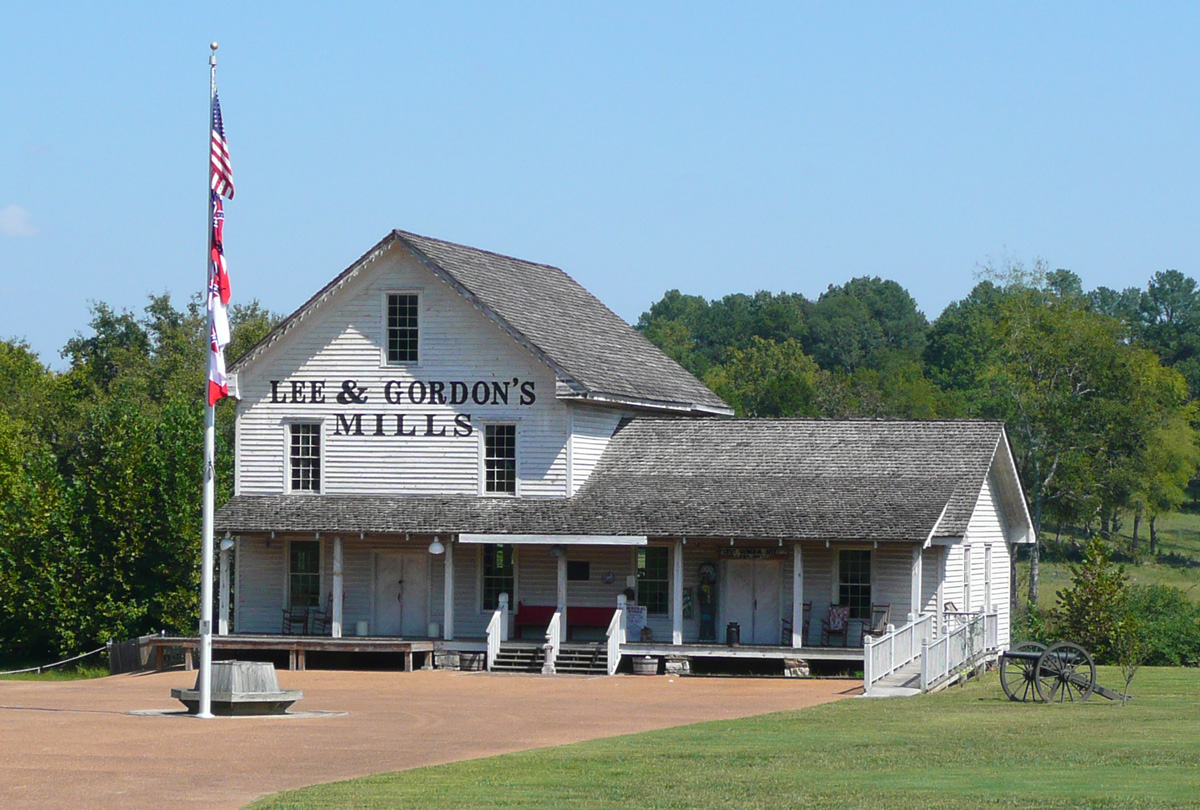
Lee and Gordon's Mill.

Toen Rosecrans besefte dat een deel van zijn leger net aan de vernietiging was ontsnapt, staakte hij de achtervolging van Braggs leger. Hij probeerde zo snel mogelijk zijn leger opnieuw te concentreren. Op 12 september liet hij McCook en de cavalerie via Stevens Gap aansluiting zoeken met Thomas. Deze zouden op hun beurt aansluiting zoeken met Crittenden. Het duurde een volle dag voor het bevel bij McCook geraakte. Het zou nog drie dagen duren voor McCook via de bergachtige wegen aansluiting vond bij Thomas.
Crittendens korps begon aan zijn mars van Ringgold naar Lee and Gordon's Mill. Forrests cavalerie gaf deze beweging langs het Zuidelijke front door aan Bragg. Hij zag opnieuw een offensieve mogelijkheid. Bragg gaf het bevel aan luitenant-generaal Leonidas Polk om de voorste divisie van Crittenden aan te vallen, onder leiding van brigadegeneraal Thomas J. Wood in de vroege ochtend van 13 september, met de korpsen van Polk en Walker. Toen Bragg niets hoorde die ochtend reed hij naar Polk. Tot zijn verbazing had Polk geen enkele voorbereiding getroffen om zijn bevelen uit te voeren. Bragg was furieus. Ondertussen kon Crittendens korps rustig voorbij marcheren en zich concentreren rond Lee and Gordon's Mill.
De volgende vier dagen probeerden de beide legers betere stellingen in te nemen. Rosecrans probeerde ondertussen zijn leger verder te concentreren zodat hij op het een gecontroleerde manier kon terugtrekken naar Chattanooga. Na een vergadering met zijn belangrijkste officieren, besliste Bragg op 15 september om in de aanval te gaan richting Chattanooga.
Op 17 september had McCooks korps aansluiting gevonden bij Thomas. Nu waren de drie Noordelijke korpsen (2 infanteriekorpsen en een cavaleriekorps) minder kwetsbaar. Toch behield Bragg nog altijd het initiatief. Met de versterkingen onderweg van luitenant-generaal James Longstreet uit Virginia en brigadegeneraal Bushrod R. Johnson uit Mississippi, voelde Bragg zich sterk genoeg om in de vroege ochtend van 18 september zijn leger in noordelijke richting te laten oprukken. Zo wilde hij het Noordelijke leger tot een slag of de terugtocht dwingen. Het Zuidelijke leger moest via de Noordelijke linkerflank bij Lee and Gordon's Mill geraken om dan de West Chickamauga Creek over te steken. Bragg duidde vier oversteekplaatsen aan. Van noord naar zuid waren dit: Johnsons divisie bij Reed's Bridge, Walkers Reserve Corps bij Alexander's Bridge, Buckners corps bij Thedfords Ford en Polks corps bij Dalton's Ford. Hills korps zou de linkerflank verankeren. Forrest en Wheeler dekten respectievelijk de rechter- en linkerflank van Braggs leger.

## De slag

### 18 september

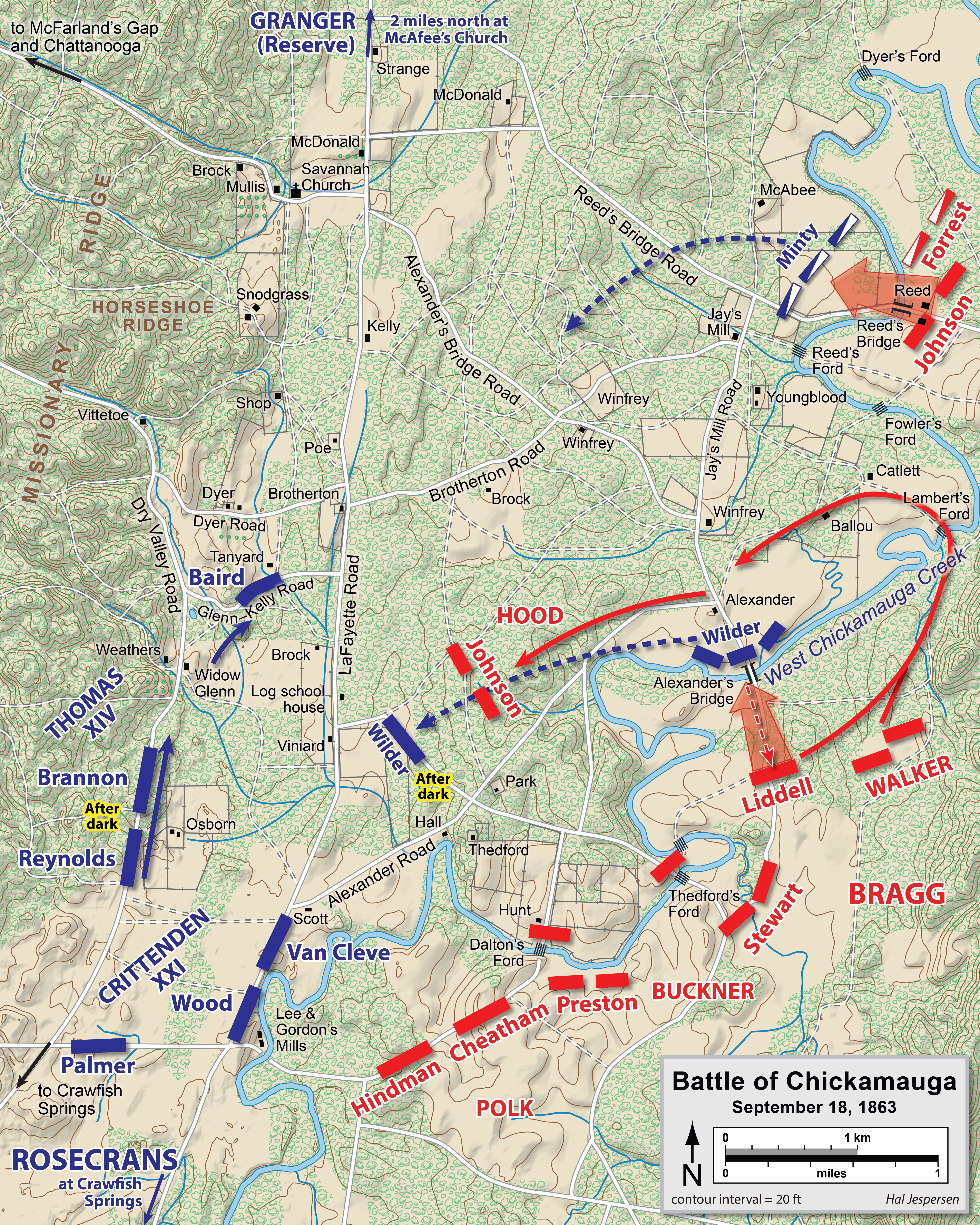
De manoeuvres op 18 september.

De divisie van Bushrod Johnson had eerst de verkeerde weg genomen vanuit Ringgold. Uiteindelijk marcheerden ze toch in westelijke richting via de Reed's Bridge Road. Rond 07.00u botsten ze op de Zuidelijke cavalerie van kolonel Robert Minty die de weg naar Reed's Bridge bewaakte. Minty's soldaten trokken zich na een korte strijd terug over de brug. Ze slaagden er echter niet in de brug te vernietigen voor de eerste soldaten van Johnsons divisie de brug naderden. Tegen 16.30u had Johnson Jay's Mill bereikt. Tegelijkertijd arriveerde generaal-majoor John B. Hood van Longstreets korps en nam het bevel van de colonne op zich. Hij gaf het bevel aan Johnson om de Jay's Mill Road te gebruiken in plaats van de Brotherton Road zoals hij eerst had gepland.
In zuidelijke richting verdedigde kolonel John T. Wilders bereden infanterie de Alexander's Bridge tegen de opmars van Walkers korps. Met vier kanonnen van de 18th Indiana Battery en de Spencer repeating rifle slaagde Wilder erin om een brigade van brigadegeneraal St. John Liddell's tegen te houden. De Zuidelijken verloren 105 soldaten bij deze aanval. Walker stuurde zijn soldaten 1,5 km verderop over het onbewaakte Lambert's Ford en stak de Creek over rond 16.30u. Wilder trok zich terug en zette een nieuwe defensieve linie op ten oosten van de Lafayette Road bij Viniard Farm.
Tegen het invallen van de duisternis hield Johnsons divisie halt voor de stellingen van Wilder. Walker had al zijn mannen over de creek gekregen. Zijn soldaten waren echter verspreid geraakt achter Johnson. Buckner had slechts één brigade over de creek kunnen zetten bij Thedford's Ford. Polk stond tegenover Crittenden bij Lee and Gordon's Mill en D.H. Hills korps bewaakte de oversteekplaatsen in zuidelijke richting.
Bragg had het verrassingselement slechts deels kunnen uitbuiten. Rosecrans had die ochtend het opwaaiende stof van de Zuidelijke troepenverplaatsingen gezien en daaruit had hij Braggs voornemen deels kunnen afleiden. Rosecrans had Thomas en McCook naar Crittenden gestuurd ter ondersteuning. Terwijl de Zuidelijken de Creek overstaken, versterkte Thomas Crittendens linies.

### 19 september

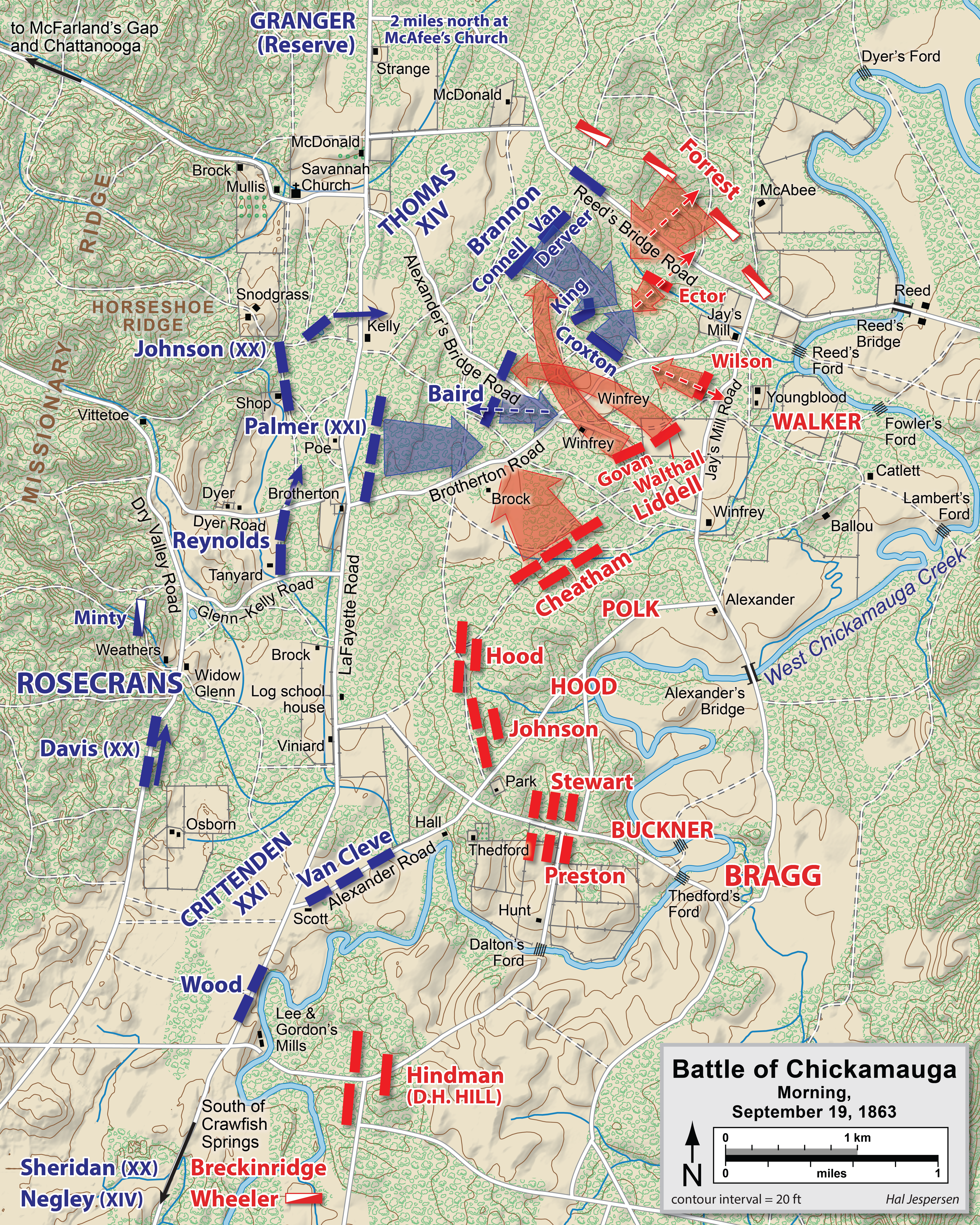
De slag tijdens de ochtend van 19 september.

Rosecrans had de vorige dag het XIV Corps van generaal-majoor George H. Thomas links achter het XXI Corps van generaal-majoor Thomas L. Crittenden laten opstellen. Hierdoor spreidde de linkerflank zich veel verder in noordelijke richting uit dan wat Bragg verwachtte. Bragg dacht, dat Crittendens Corps, die bij Lee and Gordon's Mill lag, het einde van de vijandelijke linkerflank was. Thomas had echter stellingen ingenomen van Crawfish Springs met de divisies van generaal-majoor James S. Negley), generaal-majoor Joseph J. Reynolds, brigadegeneraal Absalom Baird tot bij McDonalds Farm waar de divisie lag van brigadegeneraal John M. Brannan. Het Reserve Corps van generaal-majoor Gordon Granger lag tussen Rossville en McAffee's Church.
Braggs aanvalsplan was gericht tegen de veronderstelde Noordelijke linkerflank. De aanval zou uitgevoerd worden door de korpsen van generaal-majoor Simon B. Buckner, generaal-majoor John B. Hood en generaal-majoor W.H.T. Walker. De noordelijke flank zou gedekt worden door de cavalerie van Nathan Bedford Forrest. De divisie van generaal-majoor Benjamin F. Cheatham werd in reserve gehouden achter het centrum. De divisie van generaal-majoor Patrick R. Cleburne divisie lag in reserve bij Thedford's Ford. De divisie van generaal-majoor Thomas C. Hindman lag tegenover Crittenden en Breckenridge stond tegenover Negley.
De slag begon bijna per ongeluk, toen voorposten van kolonel Daniel McCooks brigade van Grangers reservekorps naar Jay's Mill marcheerden op zoek naar water. McCook had op 18 september Minty's brigade bijgestaan door vanuit Rossville op te rukken. Zijn soldaten hadden daarna een defensieve stelling ingericht op enkele honderden meters ten noordwesten van Jay's Mill. Op ongeveer dezelfde afstand aan de andere zijde van de molen had het 1st Georgia Cavalry de nacht doorgebracht. Toen McCook een regiment naar voren stuurde om Reed's Bridge te vernietigen (de tweede onsuccesvolle poging in twee dagen tijd), stuurde brigadegeneraal Henry Davidson van Forrests Cavalerie korps het 1st Georgia naar voren. Ze botsten al snel op McCooks soldaten. McCook had het bevel gekregen om zijn soldaten terug te trekken naar Rossville. Zijn soldaten werden op de hielen gezeten door de Zuidelijke cavalerie. McCook botste op de troepen van Thomas die net de volledige nacht gemarcheerd had. McCook bracht verslag uit aan Thomas over de stellingen van een Zuidelijke infanteriebrigade aan de westzijde van de Chickamauga Creek. Thomas stuurde Brannans divisie erop af om het aan te vallen en te vernietigen.

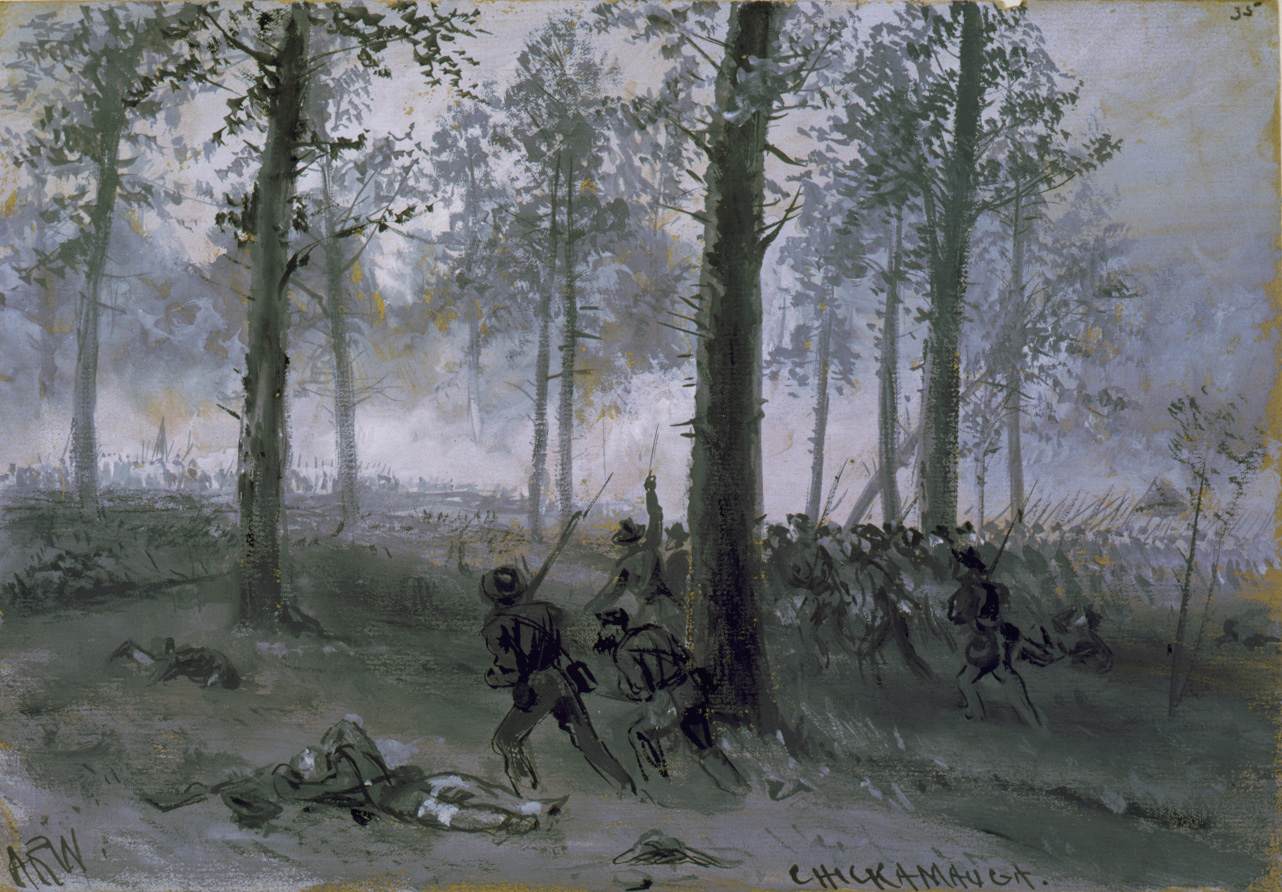
Zuidelijke troepen rukken op bij Chickamauga, een tekening van Alfred Waud.

Brannan stuurde drie brigades naar voren. Kolonel Ferdinand Van Derveers brigade rukte op in zuidoostelijke richting langs de Reed's Bridge Road. Op zijn rechterflank stond de brigade van kolonel John Croxton. Kolonel John Connel's brigade kwam erachter als reserve. Croxton dreef de voorposten van de Zuidelijke cavalerie terug. Forrest vormde een defensieve linie met afgestegen ruiters om de aanval te breken. Croxton rukte niet verder op, omdat hij onzeker was over de sterkte van Forrest. Forrest vroeg versterkingen aan Bragg en Walker. Walker stuurde rond 09.00u de brigade van kolonel Claudius Wilson naar voren. Wilson viel Croxton aan in zijn rechterflank. Forrest stelde de brigade van kolonel George Dibrell op aan zijn eigen rechterflank. Deze brigade nam het op tegen Van Derveers soldaten. Forrest zette zonder voorkennis van Walker de brigade van Matthew Ector in. Ectors soldaten vervingen de soldaten van Debrill in de defensieve linie. Zij slaagden er evenmin in om Van Derveer terug te drijven.
Brannan hield stand tegen de verschillende aanvallen van Forrest en zijn versterkingen. Hun munitievoorraad was snel aan het dalen. Thomas stuurde daarop Bairds divisie als versterking. Baird stuurde twee brigades naar voren en hield de derde in reserve. De brigade van Croxton werd afgelost door die van brigadegeneraal John King. De brigade van kolonel Benjamin Scribner nam de rechterflank voor zijn rekening en de brigade van kolonel John Starkweather vormde de reserve. Scribner en King dreven de troepen van Wilson en Ector terug.
Om de Noordelijke druk te weerstaan stuurde Bragg op zijn beurt de divisie van brigadegeneraal St. John R. Liddell de strijd in. De brigades van kolonel Daniel Govan en brigadegeneraal Edward Walthall rukten op langs de Alexander's Bridge Road en verpulverden Bairds rechterflank. De brigades van Scribner en Starkweather trokken zich in paniek terug en werden al snel gevolgd door Kings troepen. Deze liepen dwars door de linies van Van Derveer die zich nog net op tijd kon herstellen om de Zuidelijke opmars tegen te houden. De uitgeputte soldaten van Liddel trokken zich terug en werden nog verder teruggedreven door de brigade van Croxton.
Bragg dacht, dat Rosecrans de slag wilde verplaatsen naar het noorden en dus verder dan Bragg zelf gepland had. Daarom stuurde hij zware versterkingen vanuit alle delen van zijn slaglinie naar zijn rechterflank. De vijf brigades van Cheathams dvisivie van Polks korps was als eerste aan de beurt. Rond 11.00u arriveerden Cheathams soldaten bij Liddels positie. Cheatham stelde zijn soldaten links van Liddel op in twee linies. De brigades van brigadegeneraals Marcus Wright, Preston Smith en John Jackson vormden de eerste linie. De tweede linie werd gevormd door brigadegeneraals Otho Strahl en George Maney. Hun opmars duwde de slaglinie van Croxton met gemak voor hen uit. Terwijl Croxton zich terugtrok werd zijn plaats ingenomen door brigadegeneraal Richard Johnsons divisie van McCooks XX Corps. Johnsons voorste brigades namen het op tegen Jacksons brigade. Zo kon Croxton zonder verdere kleerscheuren terugtrekken. Hoewel hij in de minderheid was, bleef Jackson standhouden tot zijn munitie bijna op was. Hij vroeg dringend versterkingen. Cheatham stuurde Maney's kleine brigade naar voren om Jackson te vervangen. Ze waren echter geen partij voor de twee grotere Noordelijke brigades en Maney trok zich terug onder zware druk op zijn flanken.
Kort na Johnsons optreden arriveerden er extra Noordelijke versterkingen. Generaal-majoor John Palmers divisie van Crittendens korps rukten op uit de richting van Lee and Gordon's Mill en namen het gevecht op, met de drie brigades van brigadegeneraal William Hazen, brigadegeneraal Charles Cruft en kolonel William Grose, tegen de Zuidelijke brigades van Wright en Smith. Smiths brigade ving de grootste schok op Brock Field en werd vervangen door de brigade van Strahl, die op zijn beurt ook moest terugtrekken. Twee nieuwe Noordelijke brigades van brigadegeneraal Horatio Van Cleve's divisie, XXI Corps volgden Palmers divisie op de voet. Ze vormden de linkerflank naast Wrights brigade. De aanval van brigadegeneraal Samuel Beatty's brigade deed de eenheden van Wright en de andere eenheden van Cheatham op de vlucht slaan.

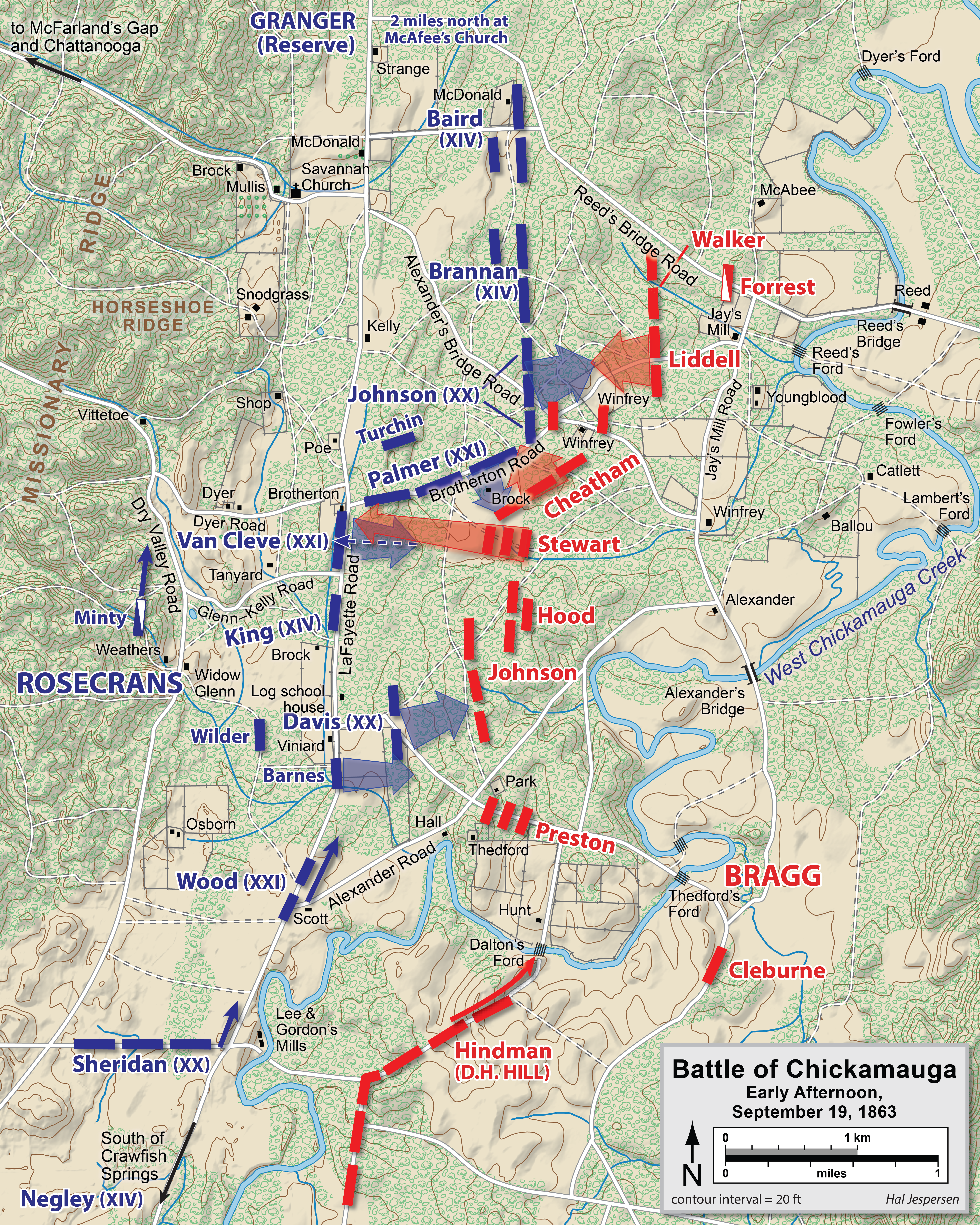
De slag in de vroege namiddag op 19 september.

Rond de middag stuurde Bragg een derde divisie naar voren. Deze divisie stond onder leiding van generaal-majoor Alexander P. Stewart van Buckners Corps. Bij Brock Farm zag Stewart de terugtrekkende brigade van Wright. Hij besliste eigenhandig om de stellingen van Van Cleve aan te vallen. De brigades marcheerden op in colonne en viel drie Noordelijke brigades aan bij Brotherton Farm. De gevechten duurden tot de munitie op was. Claytons soldaten werden afgelost door de brigade van brigadegeneraal John C. Brown. Brown verdreef Beatty's en Dicks soldaten van de bossen ten oosten van de LaFayette Road en pauseerde dan om zijn linie te herstellen. Rond 15.30u zette Stewart zijn laatste brigade in onder leiding van brigadegeneraal William Bate en deed Van Cleve's divisie op de vlucht slaan. Terwijl Hazens brigade de munitie aan het bijvullen was, werden ze meegenomen in de maalstroom van de vluchtende soldaten. De brigades van Grose en Cruft werden verdreven door de Zuidelijke brigade van kolonel James Sheffield van Hoods divisie. Deze aanval werd tijdelijk tegengehouden door een tegenaanval van brigadegeneraal John Turchins brigade (Reynolds divisie). De Zuidelijken waren er weliswaar in geslaagd om een groot gat te slaan in de Noordelijke linies bij Brotherton en Dyer Fields. Stewart had onvoldoende troepen om zijn stellingen te behouden en trok zich samen met Bate terug ten oosten van de LaFayette Road.

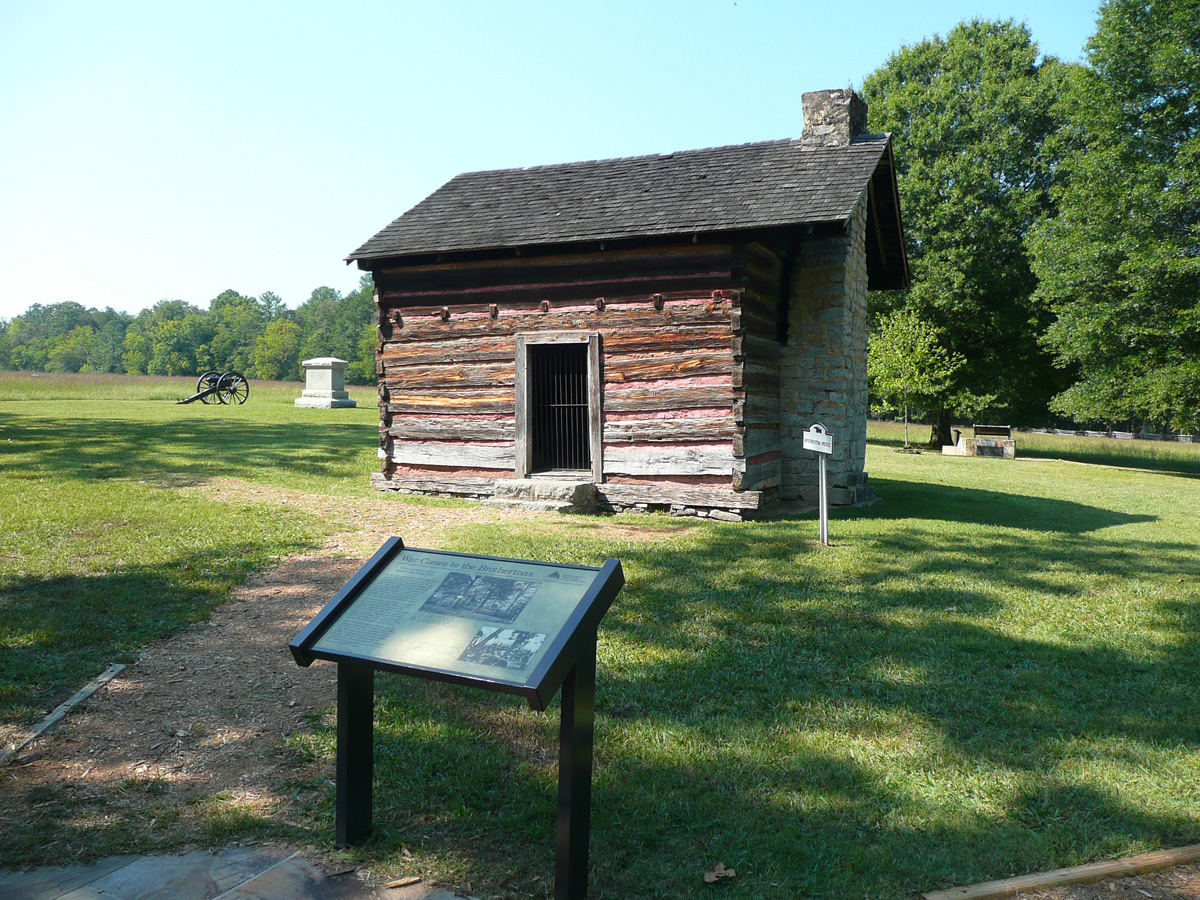
Brotherton Cabin.

Rond 14.00u nam de divisie van brigadegeneraal Bushrod R. Johnson het op tegen de Noordelijke divisie onder leiding van brigadegeneraal Jefferson C. Davis die uit de richting van Crawfish Springs oprukten. Johnsons soldaten vielen de vijandelijke linkerflank aan die onder leiding stond van kolonel Hans Heg. Heg werd teruggedreven over de LaFayette Road. Hood gaf het bevel aan Johnson op de aanval voort te zetten met drie brigades over de weg. De voorste twee brigades verloren de samenhang tussen elkaar. Op de rechterflank verjoeg de Noordelijke brigade van kolonel John Fulton de brigade van King en vond opnieuw aansluiting bij Bate op Brotherton Field. Op de linkerflank viel de Zuidelijke brigade van kolonel John Gregg de vijandelijke reservebrigade van kolonel John T. Wilder aan bij Viniard Farm. Gregg raakte ernstig gewond en de opmars werd gestaakt.

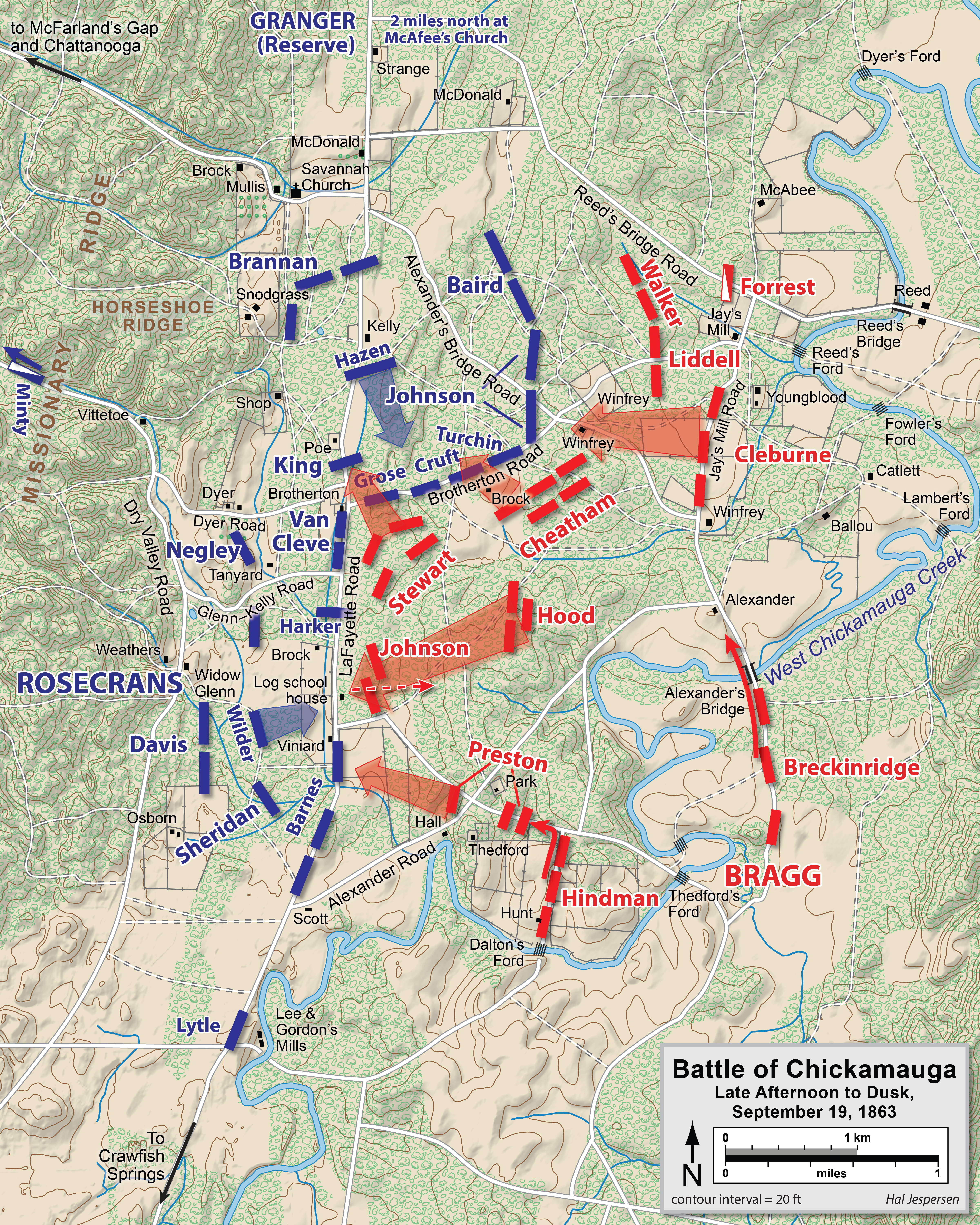
De slag tijdens de late namiddag tot het invallen van de duisternis op 19 september.

De Noordelijke divisie van brigadegeneraal Thomas J. Wood kreeg om 15.00u het bevel om vanuit Lee and Gordon's Mill in noordelijke richting te marcheren. Een van zijn brigades, onder leiding van kolonel George P. Buell werd opgesteld ten noorden van Viniard house terwijl de brigade van kolonel Charles Harker verder marcheerde langs de LaFayette Road. Harker flankeerde de Zuidelijke regimenten van Fulton en McNair en nam hun achterhoede onder vuur. De Zuidelijken trokken zich terug in de bossen ten oosten van de weg. Harker trok zich ook snel terug om niet geïsoleerd te raken. Buells mannen werden aangevallen bij Viniard house door onderdelen van brigadegeneraal Evander M. Laws divisie van Hoods korps. De brigades van Jerome B. Robertson en Henry L. Benning rukten op in zuidwestelijke richting naar Viniard field en dreef hierbij de brigade van William Carlin terug. Zo kwam de brigade van Buell in het oog van de storm terecht. Ook Buell werd verdreven. De opmars van Hoods en Johnsons mannen was zo sterk dat Rosecrans en zijn stafofficieren in het verderop gelegen hoofdkwartier moesten schreeuwen tegen elkaar om hun verstaanbaar te maken boven de geluiden van het slagveld. De Noordelijke linie stond op breken. Dankzij de standvastigheid van Wilders soldaten verloor de Zuidelijke aanval aan kracht en werd de linie gered.
De Noordelijken voerden enkele onsuccesvolle tegenaanvallen uit om de verloren gegane grond rond Viniard house te heroveren. Kolonel Heg raakte tijdens een van deze aanvallen dodelijk gewond. In de late namiddag moest Rosecrans zijn laatste reserves aanspreken, namelijk de divisie van generaal-majoor Philip Sheridan van McCooks korps. Sheridan vertrok in noordelijke richting vanuit Lee and Gordon's Mill en nam de brigades van de kolonels Luther Bradley en Bernard Laiboldt met zich mee. Bradleys brigade nam het initiatief en verjoeg de kleine Zuidelijke brigades van Robertson en Benning van Viniard field. Tijdens deze aanval raakte ook Bradley gewond.
Rond 18.00u begon begon het te schemeren. Bragg stapte af van zijn plan om de Noordelijken in zuidelijke richting te duwen. Hij stuurde de divisie van generaal-majoor Patrick Cleburne (Hills korps) naar de rechterflank om Polk te versterken. Dit deel van het slagveld had de laatste uren weinig strijd gezien. George Thomas consolideerde zijn linies door zich een klein beetje in westelijke richting terug te trekken. Daar kon hij betere defensieve linies opbouwen. De divisie van Richard Johnson en de brigade van Absalom Baird dekten de tactische terugtocht van Thomas. Bij zonsondergang viel Cleburne aan met drie brigades. Deze aanval strandde al snel door de beperkte zichtbaarheid. Baldwin sneuvelde toen hij de tegenaanval leidde. Rond 21.00u hadden Cleburnes soldaten Winfrey field ingenomen en Baird verjaagd naar de nieuwe defensieve linie van Thomas.
Volgens schattingen van historici zouden er die eerste dag 6.000 tot 9.000 Zuidelijke en 7.000 Noordelijke soldaten gevallen zijn.

### Nieuwe plannen voor de volgende dag
Braxton Bragg was niet ontevreden over de gang van zaken die dag. Zijn aanvallen waren echter niet gecoördineerd waardoor hij plaatselijk geen overmacht kon samenstellen om door de Noordelijke linies te breken en Rosecrans te verslaan.
Bragg pleegde afzonderlijk overleg met zijn stafofficieren. Hij deelde hun mee dat hij de Army of Tennessee in twee vleugels zou reorganiseren. Leonidas Polk kreeg het bevel over de rechtervleugel met het korps van Hill en Walker en de divisie van Cheatham. Polk kreeg het bevel om de vijandelijke linkerflank aan te vallen bij dageraad. De divisie van Breckinridge moest de spits afbijten. Hij zou dan gevolgd worden door de eenheden van Cleburne, Hood, McLaws, Bushrod Johnson, Hindman en Preston. Bragg benoemde luitenant-generaal James Longstreet tot bevelhebber van de linkervleugel. Longstreet had er net een lange treinreis opzitten vanuit Virginia. Longstreet kreeg het bevel over de korpsen van Hood en Buckner en de divisie van Hindman. Longstreet ontving deze orders maar om 23.00u. Hill werd niet rechtstreeks geïnformeerd door Bragg over de beslissing dat hij nu de ondergeschikte was van Polk. Hill kreeg het te horen van een stafofficier.
Hill werd echter niet ingelicht over zijn rol de volgende dag in de slag. Een koerier die de geschreven orders bij zich had, slaagde er niet in om Hill te vinden en keerde terug naar zijn post zonder iemand in te lichten. Generaal-majoor John C. Breckinridge, een van Hills divisiebevelhebbers, was aanwezig op het hoofdkwartier van Polk maar ook hij werd niet ingelicht dat zijn divisie bij dageraad de aanval zou openen. Op 20 september, rond 05.00u, werd Polk wakker en hij bemerkte dat Hill geen voorbereidingen getroffen had voor de aanval. Polk schreef nieuwe orders die Hill rond 06.00u bereikten. Hill stuurde een boodschap terug met een lijst van bedenkingen waarom hij niet tot de aanval kon overgaan. Hill had nog geen verkenningen kunnen uitvoeren, zijn slaglinie was niet klaar en zijn soldaten hadden nog niet gegeten. Bragg gaf met veel tegenzin toe.
Ondertussen hield Rosecrans een vergadering met de meeste van zijn korps en divisiebevelhebbers om de acties van 20 september voor te bereiden. De Army of the Cumberland had een serieuze opdoffer gekregen de vorige dag. Slechts vijf brigades waren ongeschonden en beschikbaar. De Zuidelijken ontvingen echter voortdurend versterkingen, waardoor ze nu een overwicht hadden. Dit sloot een Noordelijke offensief uit. De aanwezigheid van de assistent van de minister van oorlog, Charles A. Dana, maakte gesprekken over terugtrekken moeilijk. Rosecrans besliste dan om het leger in het defensief te laten met als argument dat Bragg zich had teruggetrokken uit Perryville en Stones River na de eerste dag van de gevechten.
Rosecrans defensieve linie zag er als volgt uit. Thomas had zijn stellingen van de vorige dag niet verlaten. Zijn linie liep van Kelly Farm tot ten oosten van de LaFayette Road. Zijn genie had in de vroege ochtend versterkingen gebouwd. Op zijn rechterzijde had McCook zijn soldaten teruggetrokken van Viniard field naar Widow Glenn's. Crittenden vormde de reserve en Granger moest indien nodig Thomas of McCook versterken. Hij kon praktisch gezien enkel Thomas te hulp schieten.
Voor dageraad ontving Thomas een rapport van Baird dat zijn linie eindigde aan het kruispunt van de LaFayette en McFarland's Gap Roads. Thomas verzocht dat zijn divisie onder Negley van McCooks linies de flank van Baird zou versterken. Na verschillende pogingen om Negley te vervangen door eenheden van McCook, verplaatsen Negleys eenheden zich in noordelijke richting om de flank te versterken. Ondertussen was de eerste aanval van de dag van start gegaan.

### 20 september

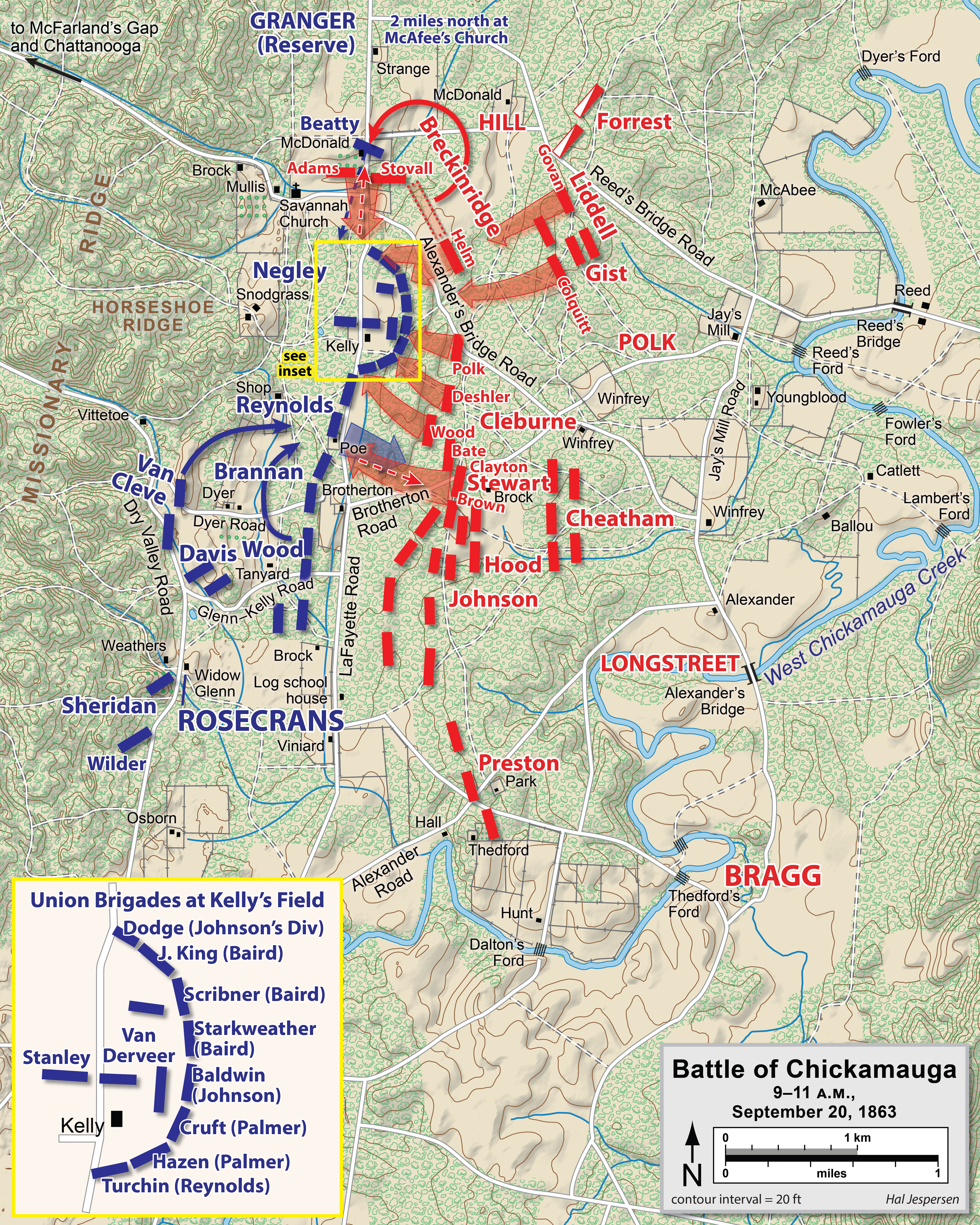
De aanvallen van Polks rechtervleugel in de ochtend van 20 september.

De gevechten begonnen rond 09.30u op de Noordelijke linkerflank. De Zuidelijke aanval begon vier uur nadat het volgens Braggs bevel had moeten beginnen. De aanval zou ingezet worden door Breckinridge en Cleburne van Hills korps, Polks rechtervleugel. Daarna zou er echelonsgewijs de aanval ingezet worden door de divisies langs de Zuidelijke slaglinie. Bragg hoopte zo de Noordelijke slaglinie in zuidelijke richting te duwen en zo hun ontsnappingsroute proberen af te snijden die door Rossville en McFarland Gap liep. De late start van de aanval had ernstige gevolgen. Mocht de aanval op tijd begonnen zijn, zouden de Zuidelijken geen last hebben van de verdedigingswerken die door Thomas' genietroepen in de loop van de ochtend opgeworpen zou worden. Bragg zou later schrijven dat mocht het niet geweest zijn van die enkele uren, dan zou hun onafhankelijke misschien gegarandeerd zijn.
De brigades van Breckinridge onder leiding van de brigadegeneraals Benjamin Helm, Marcellus A. Stovall en Daniel W. Adams rukten in één linie op. De Orphan Brigade van Helm was de eerste die op de defensieve linie van Thomas stuitte. Helm zou sneuvelen terwijl hij zijn soldaten aanmoedigde in de aanval op de vijandelijke linies. De twee andere brigades van Breckenridge hadden meer succes tegen de brigade van brigadegeneraal John Beatty van Negleys divisie. Toen Breckinridge het uiteinde van de Noordelijke flank gevonden had, rechtte hij zijn linie en bedreigde de achterhoede van Thomas' linie. Thomas liet versterkingen aanrukken van Brannans reservedivisie. De brigade van kolonel Ferdinand Van Derveer stormde naar voren en dreef Stovalls soldaten terug. Adams brigade werd tegengehouden door de brigade van kolonel Timothy Robbins Stanley van Negleys divisie. Adams werd gewond achtergelaten toen zijn soldaten zich terugtrokken naar hun uitgangspositie.
De volgende aanvallen van Hill mislukten eveneens. Cleburnes divisie botste op hevige weerstand bij de verdedigingswerken die bemand waren door de eenheden van Baird, Johnson, Palmer en Reynolds. De overlappende slaglinies van Stewarts en Cleburnes eenheden maakten de Zuidelijke aanval er niet gemakkelijker op. Cheathams divisie die in reserve gehouden werd, kon niet onmiddellijk oprukken. Hill zette Gists brigade in. Hun aanval werd met zware verliezen afgeslagen. Walker bracht de rest van zijn divisie naar voren om de restanten van Gist te redden. Op zijn rechterflank stuurde Hill de brigade van kolonel Daniel Govan de strijd in om Breckinridge te ondersteunen. Hun aanval werd afgeslagen door een Noordelijke tegenaanval.
De Zuidelijke aanval op de Noordelijke linkerflank was tegen de middag op niets uitgelopen. Thomas stuurde koeriers uit naar de andere delen van de linie om versterkingen te krijgen voor zijn zwaar beproefde soldaten. Ten westen van Poe field nam Brannans divisie de slaglinie tussen Reynolds divisie en Woods divisie voor zijn rekening. Hij stuurde zijn reservebrigade naar Thomas. Rond 10.00u kreeg Brannan de vraag om nog meer troepen te sturen. Indien hij zijn volledige divisie naar Thomas zou sturen dan zou hij de flanken van de nabije divisies in gevaar kunnen brengen. Na overleg met Reynolds werd een bericht naar Rosecrans gestuurd om hem op de hoogte te brengen van het mogelijke risico. Brannan bleef ondertussen waar hij was tot hij het fiat zou krijgen van Rosecrans. Thomas dacht dat Brannan reeds in aantocht was. Toen Rosecrans het bericht kreeg stuurde hij snel Wood naar de plaats waar Brannan stond. Dit was in de veronderstelling dat Brannan reeds vertrokken was. Rosecrans dicteerde het order: "De bevelhebber vaardigt het bevel uit waarbij u zo snel mogelijk Reynolds moet ondersteunen." Dit dubbelzinnige bevel werd niet nagelezen door Rosecrans die al de eerste tekenen van uitputting vertoonde. Het bevel werd rechtstreeks naar Wood gestuurd en werd nooit gelezen door zijn korpsbevelhebber Crittenden.
Wood stond aan de grond genageld toen hij het order ontving rond 10.50u. Brannan hield nog altijd zijn originele stellingen bezet. Wood kon niet de plaats innemen van een divisie die nog aanwezig was. Wood zag als enige oplossing om zich uit zijn stellingen terug te trekken en zich achter Brannans stellingen op te stellen. Wood overlegde met zijn korpsbevelhebber McCook die het ontstane gat zou invullen met eenheden van het XX Corps. Hegs brigade verving de stellingen van een volledige divisie. Generaal-majoor Alexander P. Stewart van Longstreets vleugel ontving het order en rukte onmiddellijk op zonder te overleggen met Longstreet. Zijn brigades werden aangevoerd door de brigadegeneraals Henry D. Clayton, John C. Brown en William B. Bate. Ze vielen de stellingen aan van Brannan en Reynolds bij Poe field. Brannans rechterflank werd vernietigd. De restanten vluchtten naar de divisie van Van Cleve in Brannans achterhoede. Een Noordelijke tegenaanval kon de Zuidelijke aanval tot stilstand brengen en terugdrijven.

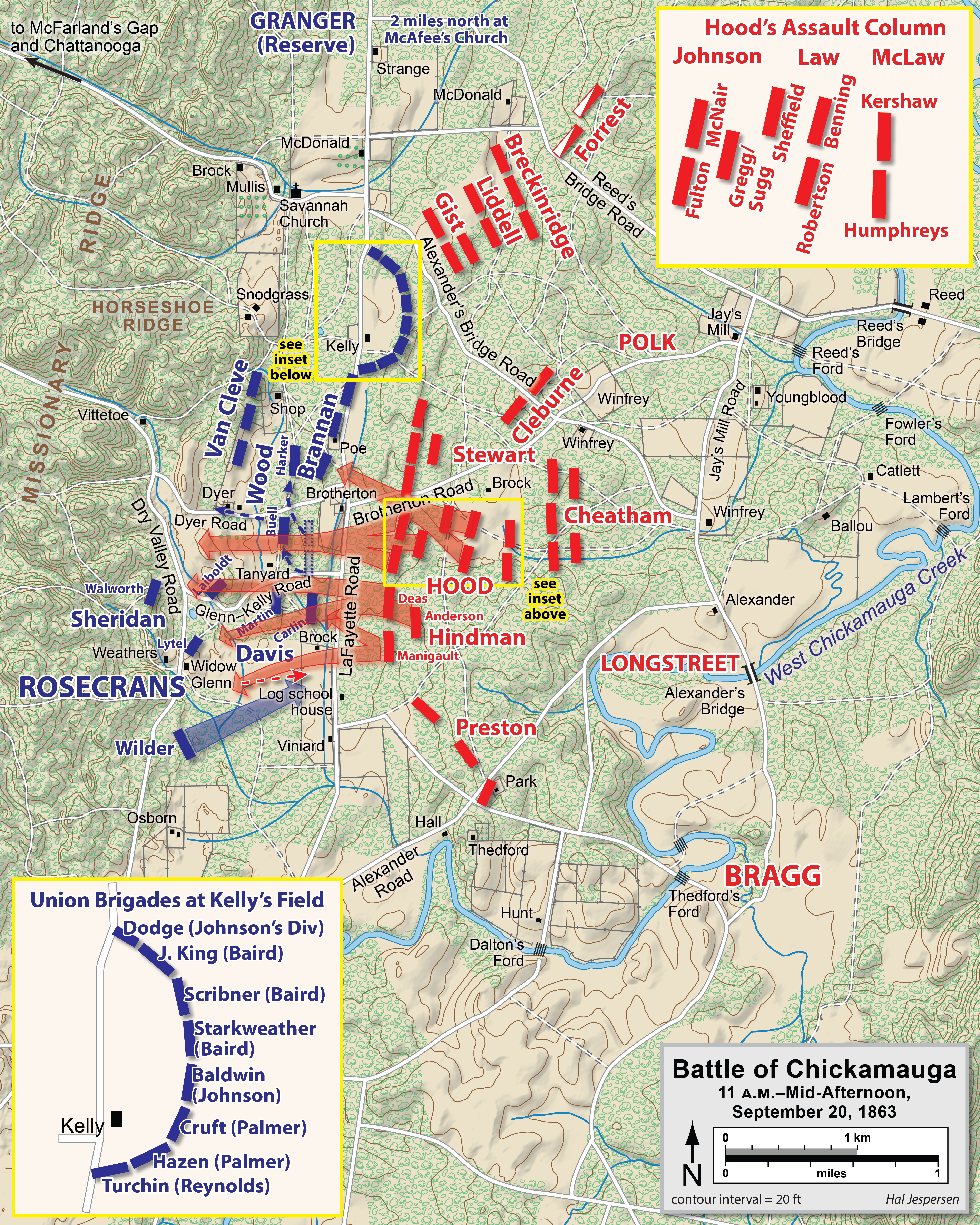
De aanvallen van Longstreets linkervleugel rond de middag van 20 september.

Longstreet reageerde eveneens traag om de bevelen van Bragg. Longstreet werd verrast door de opmars van Stewart. Hij probeerde de rest van zijn linie samen te houden. Longstreet had zijn slaglinie zodanig proberen te veranderen dat de divisies van de Army of Northern Virginia in de voorste rijen zouden staan. Dit had echter geleid tot enorme verwarring. Toen hij uiteindelijk klaar was om de strijd aan te binden, had hij een sterke aanvalsmacht geconcentreerd. Deze stond onder leiding van generaal-majoor John Bell Hood en bestond uit drie divisies onderverdeeld in acht brigades. De slaglinie was vijf linies diep. De voorste divisie onder leiding van brigadegeneraal Bushrod Johnson stond langs de Brotherton Road in twee echelons. Ze werden gevolgd door de divisie van Hood onder het bevel van generaal-majoor Evander M. Law en twee brigades van generaal-majoor Lafayette McLaws divisie die werden aangevoerd door brigadegeneraal Joseph B. Kershaw. Op de linkerflank stond de divisie van generaal-majoor Thomas C. Hindman. De divisie van brigadegeneraal William Preston werd als reserve gehouden achter de divisie van Hindman.
Om 11.10u gaf Longstreet het bevel tot de aanval. Johnsons divisie rukte op over Brotherton field op exact hetzelfde punt waar de Noordelijke eenheden van Wood uit de slaglinie vertrokken. Johnsons linker brigade onder leiding van kolonel John S. Fulton exploiteerde het ontstane gat onmiddellijk. De rechter brigade onder leiding van brigadegeneraal Evander McNair botste op tegenstand van Brannas divisie (eenheden van John M. Connels brigade) maar dreven hun tegenstander toch terug. De overgebleven Noordelijke soldaten in deze sector sloegen in paniek op de vlucht. Aan de verste zijde van Dyer field stonden verschillende Noordelijke batterijen van het XXI Corps opgesteld weliswaar zonder infanterieondersteuning. Greggs brigade onder leiding van kolonel Cyrus Sugg flankeerde de kanonnen aan de rechterzijde. Sheffields brigade en Jerome B. Robertsons brigade vielen de kanonnen zelf aan en veroverden 15 van de 26 artilleriestukken.
Terwijl de Noordelijken zich terugtrokken, slaagde Wood erin om de brigade van kolonel Charles G. Harker opnieuw te formeren. Deze brigade voerde een tegenaanval uit op de Zuidelijke aanvallers die net de kanonnen veroverd hadden. De Zuidelijken trokken zich terug. De brigades van McNair, Perry en Robinson raakten vermengd toen ze zich naar de bossen ten oosten van Brotherton field. Hood gaf het bevel aan Kershaws brigade om Harker aan te vallen. Hij spoedde zich dan naar Robertsons brigade. Toen hij zijn oude eenheid bereikte, werd hij geraakt door een kogel in de rechterdij. Hij werd naar een hospitaal bij Alexanders Bridge gebracht waar zijn been geamputeerd werd.

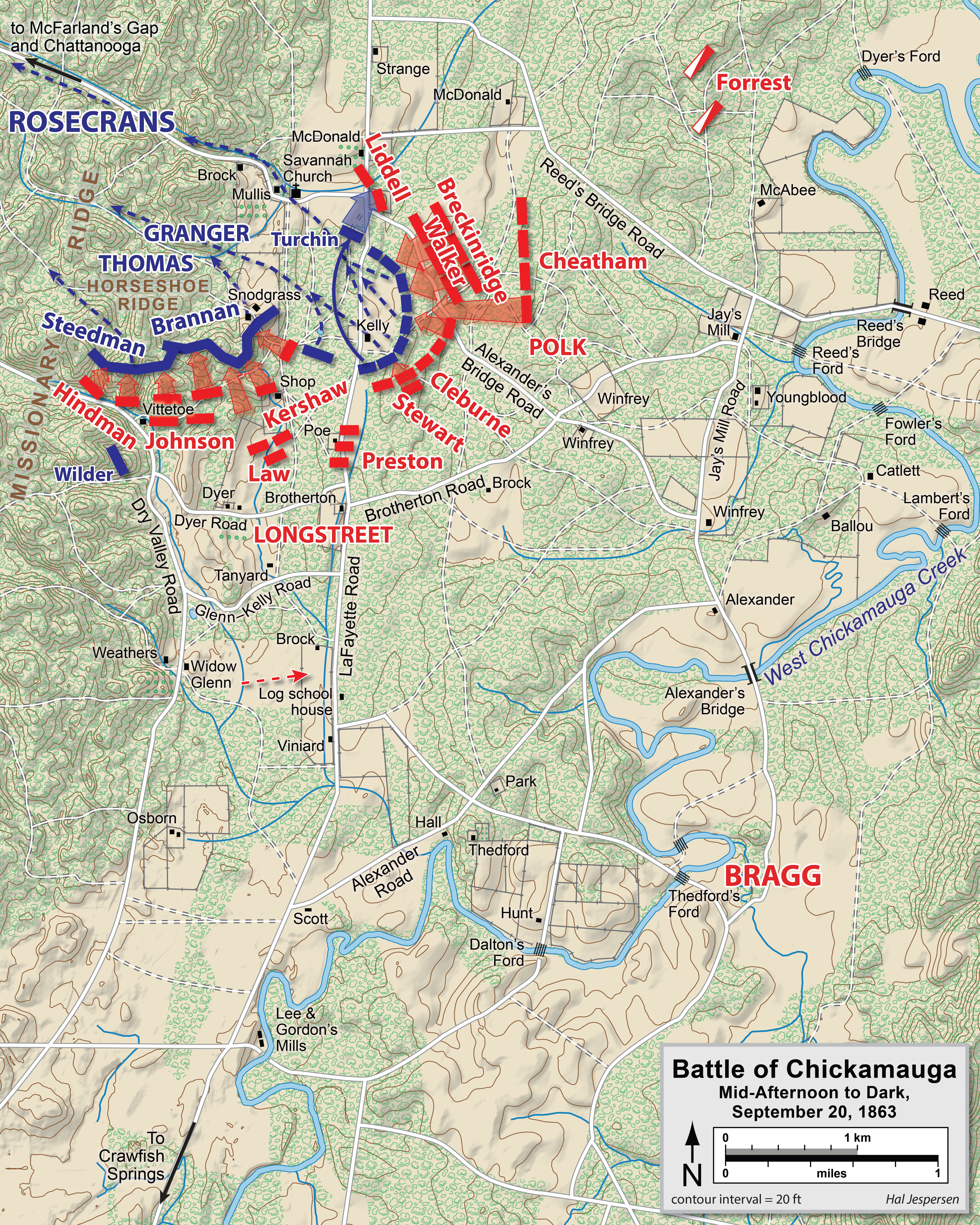
De verdediging van Horseshoe Ridge en de Noordelijke aftocht in de namiddag en avond van 20 september.

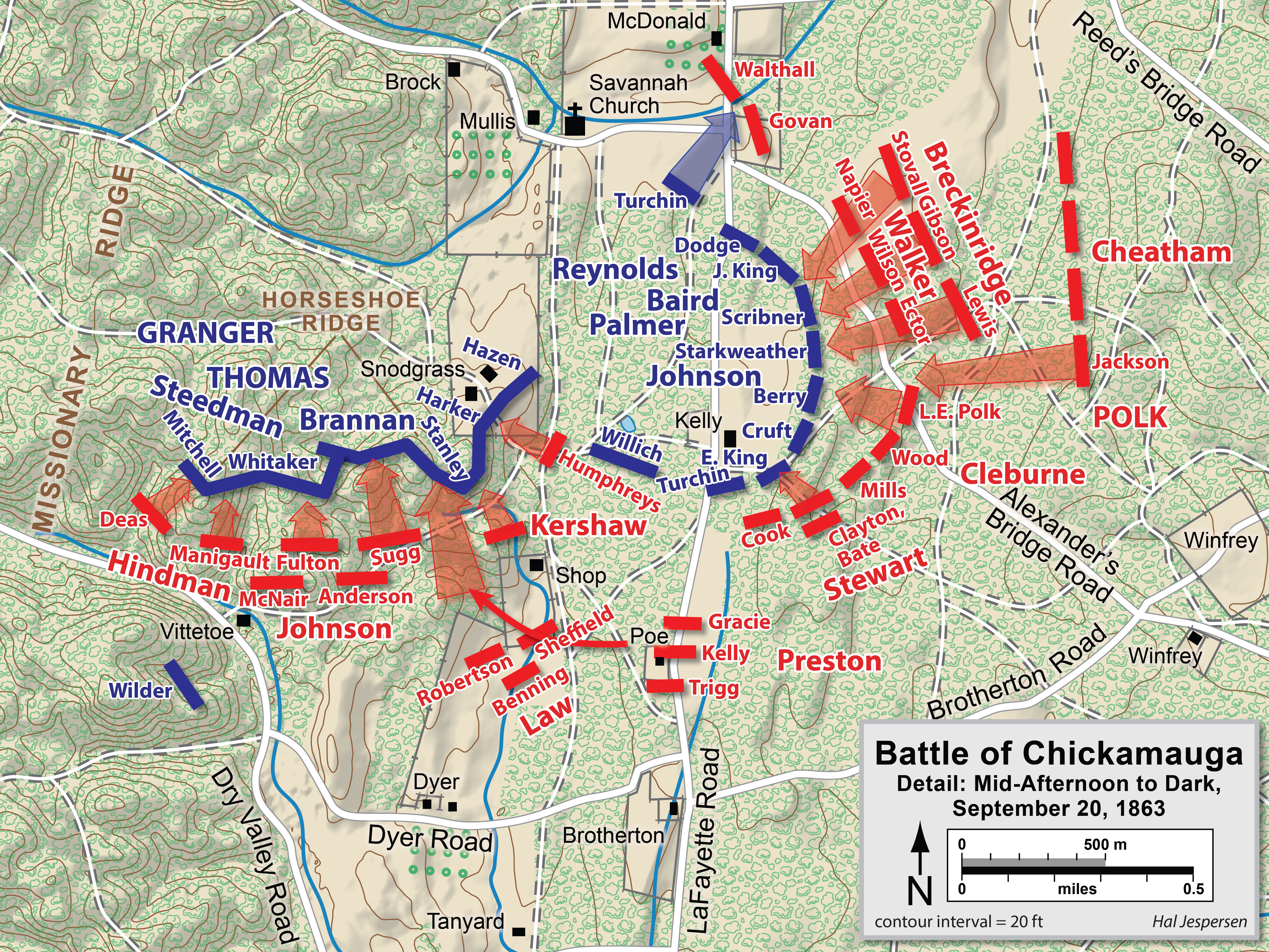
De verdediging van Horseshoe Ridge en Noordelijke aftocht in detail op brigadeniveau.

Harker trok zich al vechtend terug onder zware druk van Kershaw naar Horseshoe Ridge bij het huisje van George Washington Snodgrass. Door de natuurlijke verdedigbare stellingen kon Harker verschillende Zuidelijke aanvallen afslaan. De eerste Zuidelijke aanval werd rond 13.00u uitgevoerd door de brigades van Kershaw en brigadegeneraal Benjamin G. Humphreys. Ondertussen probeerden Perry en Roberston hun eenheden te herformeren in de nabijgelegen bossen. De brigade van Henry L. Benning stak de Lafayette Road over terwijl ze twee brigades van Brannans divisie achterna zaten. Benning hield halt bij Poe house.
Hindman viel de Noordelijke linie aan ten zuiden van Hoods linies en stootte op meer verzet.
Verschillende brigades van Davis' divisie en Sheridans divisie werden verslagen. Twee andere brigades van Sheridans divisie hielden stand bij Dyer field. Toen hun kolonel sneuvelde tijdens de verdediging sloegen ook zij op de vlucht. De aanval van linkerbrigade van Hindman onder leiding van brigadegeneraal Arthur Manigault werd met zware verliezen afgeslagen door de Noordelijke brigade van kolonel John T. Wilder. Daarop besliste Wilder om een tegenaanval uit te voeren op Hoods linies. Toen de paniekerige assistent van de minister van oorlog Dana op Wilder botste, eiste hij van Wilder dat hij hem zou escorteren naar Chattanooga. Toen Dana uiteindelijk gekalmeerd was door Wilder, was de opportuniteit om tot een tegenaanval over te gaan verloren gegaan.
De Noordelijke linies aan het zuidelijke uiteinde van het slagveld verdwenen als sneeuw voor de zon. De divisies van Sheridan en Davis trokken zich terug naar de weg die naar McFarlands Gap leidde. Eenheden van Van Cleves en Negleys divisies werden meegezogen in de terugtocht. Het merendeel van de eenheden op de rechterflank trokken zich in wanorde terug. Ze werden snel gevolgd door Rosecrans, Garfield, McCook en Crittenden. Rosecrans reed spoorslags door naar Chattanooga om daar de terugtrekkende eenheden op te vangen en de verdediging van de stad te organiseren. Hij stuurde Garfield naar Thomas om het bevel over te nemen en de resterende eenheden naar Rossville terug te trekken. Bij McFarlands Gap hadden zich verschillende eenheden opnieuw geformeerd. Daar ontmoette Negley zowel Sheridan en Davis. Sheridan keerde terug op zijn stappen en vertrok om Thomas bij te staan.
Rond 15.00u stonden 1.500 soldaten van Sheridans divisie, 2.500 van Davis' divisie, 2.200 van Negleys divisie en 1.700 soldaten van andere eenheden bij McFarlands Gap op ongeveer 5 km van Horseshoe Ridge.

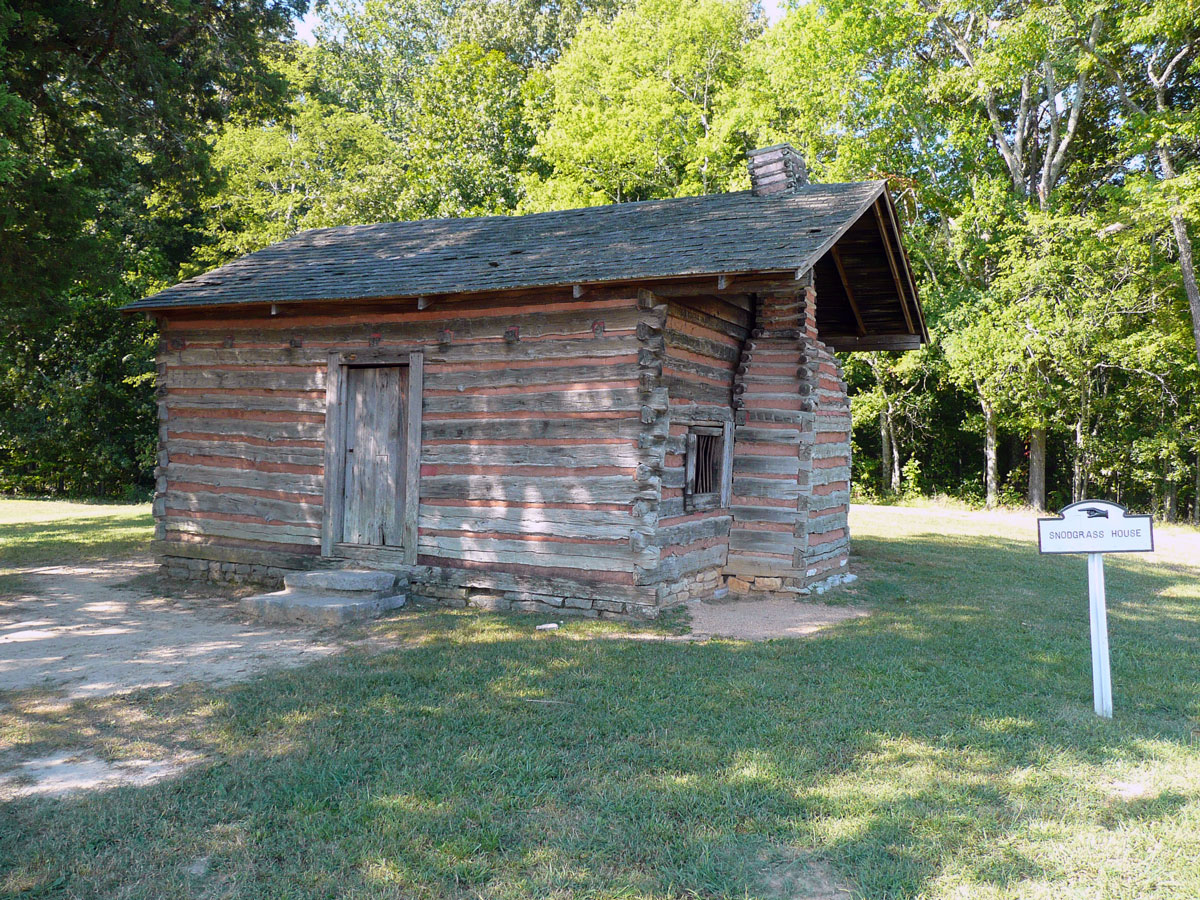
Het huis van Snodgrass.

De vier divisies van Thomas hielden echter stand. James Negley had artillerie opgesteld om de stellingen van Thomas te beschermen. Terugtrekkende soldaten versterkten de positie van Thomas nog verder. De eerste nog operationele eenheid die de linie versterkte was de 82nd Indiana onder leiding van kolonel Morton Hunter, Brannans divisie. Brannan arriveerde rond de middag en overtuigde nog meer soldaten van andere eenheden om verder te vechten.
Toen meer eenheden arriveerden, kon de linie bij Horseshoe Ridge verder versterkt en uitgebreid worden. De 21 Ohio beschermde de flank. Deze soldaten vuurden 43.550 kogels af om de aanval van de Zuidelijke eenheden onder leiding van Kershaw en Humphrey af te slaan. Daarna zette de divisie van Bushrod Johnson de aanval in. Deze aanval werd afgeslagen door Noordelijke versterkingen.
Doorheen de dag hoorden de soldaten van het Reserve Corps onder leiding van generaal-majoor Gordon Granger de slag die 5 km verderop plaatsvond. Hij verloor uiteindelijk zijn geduld en stuurde versterkingen naar de linies zonder expliciete bevelen in de vorm van twee brigades van generaal-majoor James B. Steedmans divisie en een brigade van kolonel Daniel McCook. De oprukkende soldaten werden beschoten door de Zuidelijke cavalerie en artillerie onder leiding van Forrest. McCooks brigade werd achtergelaten om de achterhoede te beschermen. De twee brigades van Steedman bereikten de Noordelijke linies bij Horseshoe Ridge op het moment dat Johnson de aanval inzette. Hun aanwezigheid hielp de Zuidelijke aanval mislukken.

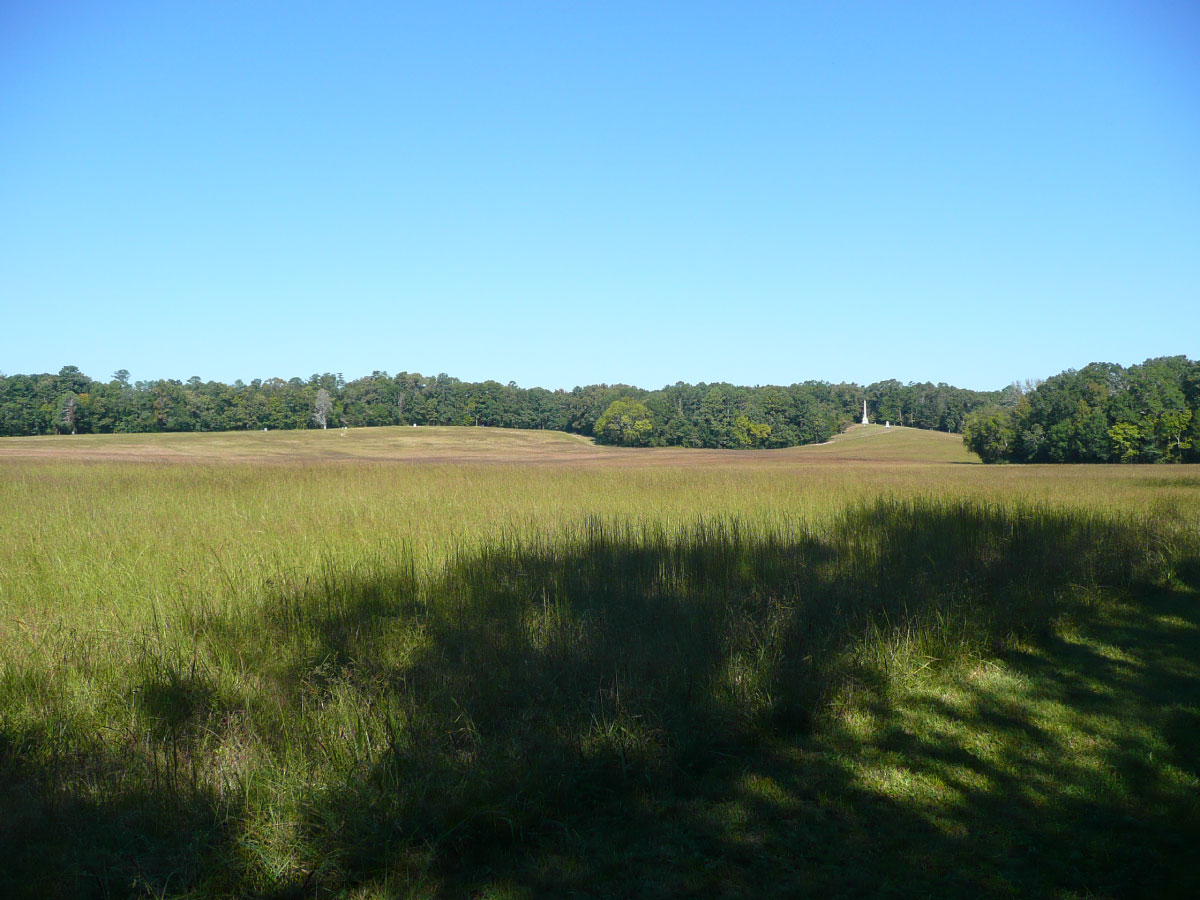
Horseshoe Ridge, 2008.

Aanval volgde op tegenaanval. De slaglinies bewogen op en neer terwijl Johnson meer en meer versterkingen kreeg in de vorm van McNairs, Deas's en Manigaults brigades. De brigade van Van Derveer arriveerde om de Noordelijke slaglinie te ondersteunen. De brigade van brigadegeneraal Patton Anderson voerde een onsuccesvolle aanval uit op de heuvel tussen de linies van Johnson en Kershaw. Ondanks de hevige strijd genoot Longstreet van een rustige maaltijd met zijn staf in de achterhoede. Toen Longstreet na zijn lunch een vergadering had met Bragg vroeg hij om versterkingen van Polks vleugel en dit terwijl hijzelf zijn reserve nog niet ingezet had, zijn de Prestons divisie. Bragg raakte meer en meer gefrustreerd toen de kans op de vernietiging van het vijandelijke leger verdween als sneeuw voor de zon. Na de herhaaldelijke vertragingen op zijn rechtervleugel verloor Bragg het vertrouwen in zijn officieren. Hij weigerde de versterkingen te sturen waarom Longstreet vroeg.
Longstreet zette uiteindelijke de divisie van Preston in. Preston ondernam verschillende pogingen om Horsehoe Ridge in te nemen. De eerste aanval werd uitgevoerd rond 16.30u. Tegelijkertijd ontving Thomas het bevel van Rosecrans om het bevel van het leger op zich te nemen en de nodige voorzieningen te treffen om terug te trekken. De divisies van Thomas bij Kelly's field met de divisie van Reynold en Palmer voorop trokken zich als eerste terug. Toen de Zuidelijken de Noordelijke aftocht zagen, zetten ze hun aanval opnieuw in. Johnsons en Bairds divisies dreigden omsingeld te worden. Johnson kon ontsnappen maar de divisie van Baird verloor veel krijgsgevangenen. Thomas gaf het bevel door aan Granger om de laatste eenheden terug te trekken. Kort daarop vertrok ook Granger waardoor er niemand achterbleef om de terugtocht te coördineren. Steedman, Brannan en Wood slaagden erin om hun divisies in noordelijke richting in veiligheid te brengen. De 22nd Michigan, 89th Ohio en 21st Ohio kregen het bevel om de achterhoede te vormen en een eventuele Zuidelijke achtervolging tegen te houden. Hun munitie was op. Ze hadden alleen nog bajonetten om zich te verdedigen. Ze verdedigden hun stellingen tot Preston hen had omsingeld en tot overgave dwong.

## Gevolgen
Na het invallen van de duisternis trok Thomas de restanten van zijn eenheden terug naar stellingen rond Rossville Gap. Voor zijn doorzettingsvermogen om zijn stellingen niet te verlaten tot hij het bevel gekregen had om terug te trekken, kreeg hij de bijnaam Rock of Chickamauga. Garfield drong er bij Rosecrans op aan om opnieuw het bevel op zich te nemen van het leger. Rosecrans was fysiek en psychisch uitgeput en bleef in Chattanooga.
De Army of Tennessee sloeg zijn tenten op voor de nacht. Ze waren zich onbewust van de terugtrekking van het Noordelijke leger. Bragg kon de volgende dag de achtervolging niet inzetten. Hij had te weinig transportmiddelen voorhanden en geen pontonbruggen om de Tennessee over te geraken. Braggs leger bleef bij Chickamauga om uit te rusten en hun uitrusting te herstellen of te vervangen. Rosecrans had het grootste gedeelte van de munitie en wapens moeten achterlaten.
De Noordelijken verloren 16.170 soldaten van wie er 1.657 sneuvelden, 9.756 gewond raakten en 4.757 vermist of gevangen waren. De Zuidelijken verloren 18.454 soldaten van wie er 2.312 sneuvelden, 14.674 gewond raakten en 1.468 vermist of gevangen waren. Hoewel de Zuidelijken de overwinning behaalden door Rosecrans van het slagveld te drijven, was Bragg er niet in geslaagd om het Noordelijke leger volledig te verslaan of opnieuw greep te krijgen op oostelijk Tennessee.
Op 21 september trok het Noordelijke leger zich terug naar Chattanooga. Rond de stad werd een verdedigingsgordel gebouwd. Bragg omsingelde de stad en sneed de Noordelijke toevoerlijnen af. Toen bleek dat Rosecrans het beleg niet kon doorbreken, werd hij op 19 oktober vervangen door Thomas. McCook en Crittenden verloren hun commando's over toen het XX Corps en XXI Corps samengevoegd werden tot het IV Corps onder leiding van Granger. Geen van beiden zou nog een veldcommando krijgen. Bragg verving Hindman en Polk op 29 september. Na een poging tot muiterij werd D. H. Hill begin oktober eveneens vervangen. Longstreet werd erop gestuurd om Ambrose Burnside te weerstaan in de zogenaamde Knoxvilleveldtocht.
De Chickamaugaveldtocht werd gevolgd door de Derde slag bij Chattanooga. Een ontzettingsmacht onder leiding van generaal-majoor Ulysses S. Grant brak de belegering van Bragg. De Army of Tennessee trok zich terug waardoor de weg openlag naar het diepe zuiden. In 1864 zou dit een vervolg krijgen in de Atlantaveldtocht onder leiding van generaal-majoor William T. Sherman.

## Aanbevolen lectuur
- Korn, Jerry, and the Editors of Time-Life Books. The Fight for Chattanooga: Chickamauga to Missionary Ridge. Alexandria, VA: Time-Life Books, 1985. ISBN 0-8094-4816-5.
- Lamers, William M. The Edge of Glory: A Biography of General William S. Rosecrans, U.S.A. Baton Rouge: Louisiana State University Press, 1961. ISBN 0-8071-2396-X.
- Madden, David, ed. Thomas Wolfe's Civil War. Tuscaloosa: University of Alabama Press, 2004. ISBN 978-0-8173-5094-9. The collection contains Wolfe's short story, Chickamauga.
- McCann, William, ed. Ambrose Bierce's Civil War. Washington, DC: Regnery Gateway, 1956. 560097325. The collection contains his war memoir "A Little of Chickamauga" and his short story, "Chickamauga" (1891).
- Powell, David A., and David A. Friedrichs. The Maps of Chickamauga: An Atlas of the Chickamauga Campaign, Including the Tullahoma Operations, June 22 – September 23, 1863. New York: Savas Beatie, 2009. ISBN 978-1-932714-72-2.
- Robertson, William Glenn. "The Chickamauga Campaign: The Fall of Chattanooga." Blue & Gray Magazine, Fall 2006.
- Robertson, William Glenn. "The Chickamauga Campaign: McLemore's Cove." Blue & Gray Magazine, Spring 2007.
- Robertson, William Glenn. "The Chickamauga Campaign: The Armies Collide." Blue & Gray Magazine, Fall 2007.
- Robertson, William Glenn. "The Chickamauga Campaign: The Battle of Chickamauga, Day 1." Blue & Gray Magazine, Spring 2008.
- Robertson, William Glenn. "The Chickamauga Campaign: The Battle of Chickamauga, Day 2." Blue & Gray Magazine, Summer 2008.
- Spruill, Matt. Guide to the Battle of Chickamauga. The U.S. Army War College guides to Civil War battles. Lawrence: University Press of Kansas, 1993. ISBN 978-0-7006-0595-8.
- Tucker, Glenn. Chickamauga: Bloody Battle in the West. Dayton, OH: Morningside House, 1972. ISBN 0-89029-015-6. First published 1961 by Bobbs-Merrill Co.